# Llista d'asteroides (354001-355000)
Llista d'asteroides del 354.001 al 355.000, amb data de descoberta i descobridor. És un fragment de la llista d'asteroides completa. Als asteroides se'ls dona un número quan es confirma la seva òrbita, per tant apareixen llistats aproximadament segons la data de descobriment.

## 354001-354100
| Nom    | Designació provisional | Data de descobriment   | Lloc de descobriment | Descobridor/s            |
| ------ | ---------------------- | ---------------------- | -------------------- | ------------------------ |
| 354001 | 2000 SX371             | 24 de setembre de 2000 | Socorro              | LINEAR                   |
| 354002 | 2000 TR4               | 1 d'octubre de 2000    | Socorro              | LINEAR                   |
| 354003 | 2000 TR44              | 1 d'octubre de 2000    | Socorro              | LINEAR                   |
| 354004 | 2000 WE65              | 27 de novembre de 2000 | Kitt Peak            | Spacewatch               |
| 354005 | 2000 WW90              | 21 de novembre de 2000 | Socorro              | LINEAR                   |
| 354006 | 2001 DX11              | 17 de febrer de 2001   | Socorro              | LINEAR                   |
| 354007 | 2001 DC41              | 19 de febrer de 2001   | Socorro              | LINEAR                   |
| 354008 | 2001 DQ55              | 16 de febrer de 2001   | Kitt Peak            | Spacewatch               |
| 354009 | 2001 DF80              | 22 de febrer de 2001   | Socorro              | LINEAR                   |
| 354010 | 2001 FN29              | 18 de març de 2001     | Haleakala            | NEAT                     |
| 354011 | 2001 FK68              | 19 de març de 2001     | Socorro              | LINEAR                   |
| 354012 | 2001 FG75              | 19 de març de 2001     | Socorro              | LINEAR                   |
| 354013 | 2001 FG128             | 29 de març de 2001     | Kitt Peak            | Spacewatch               |
| 354014 | 2001 HB20              | 26 d'abril de 2001     | Socorro              | LINEAR                   |
| 354015 | 2001 LQ6               | 14 de juny de 2001     | Palomar              | NEAT                     |
| 354016 | 2001 OX10              | 20 de juliol de 2001   | Palomar              | NEAT                     |
| 354017 | 2001 OH11              | 20 de juliol de 2001   | Palomar              | NEAT                     |
| 354018 | 2001 OX60              | 21 de juliol de 2001   | Haleakala            | NEAT                     |
| 354019 | 2001 PY44              | 11 d'agost de 2001     | Palomar              | NEAT                     |
| 354020 | 2001 QV52              | 25 de juliol de 2001   | Haleakala            | NEAT                     |
| 354021 | 2001 QZ106             | 22 d'agost de 2001     | Socorro              | LINEAR                   |
| 354022 | 2001 QP136             | 22 d'agost de 2001     | Socorro              | LINEAR                   |
| 354023 | 2001 QP176             | 23 d'agost de 2001     | Kitt Peak            | Spacewatch               |
| 354024 | 2001 QU176             | 26 d'agost de 2001     | Kitt Peak            | Spacewatch               |
| 354025 | 2001 QN234             | 24 d'agost de 2001     | Socorro              | LINEAR                   |
| 354026 | 2001 QL242             | 24 d'agost de 2001     | Socorro              | LINEAR                   |
| 354027 | 2001 QJ249             | 24 d'agost de 2001     | Socorro              | LINEAR                   |
| 354028 | 2001 QO266             | 20 d'agost de 2001     | Socorro              | LINEAR                   |
| 354029 | 2001 RK16              | 10 de setembre de 2001 | Eskridge             | Eskridge                 |
| 354030 | 2001 RB18              | 12 de setembre de 2001 | Socorro              | LINEAR                   |
| 354031 | 2001 RJ47              | 12 de setembre de 2001 | Socorro              | LINEAR                   |
| 354032 | 2001 RA55              | 12 de setembre de 2001 | Socorro              | LINEAR                   |
| 354033 | 2001 RL57              | 12 de setembre de 2001 | Socorro              | LINEAR                   |
| 354034 | 2001 RC110             | 12 de setembre de 2001 | Socorro              | LINEAR                   |
| 354035 | 2001 RD125             | 12 de setembre de 2001 | Socorro              | LINEAR                   |
| 354036 | 2001 RW132             | 12 de setembre de 2001 | Socorro              | LINEAR                   |
| 354037 | 2001 RQ137             | 12 de setembre de 2001 | Socorro              | LINEAR                   |
| 354038 | 2001 RK142             | 12 de setembre de 2001 | Socorro              | LINEAR                   |
| 354039 | 2001 RN145             | 8 de setembre de 2001  | Socorro              | LINEAR                   |
| 354040 | 2001 SC3               | 17 de setembre de 2001 | Desert Eagle         | W. K. Y. Yeung           |
| 354041 | 2001 SW5               | 17 de setembre de 2001 | Socorro              | LINEAR                   |
| 354042 | 2001 SB28              | 16 de setembre de 2001 | Socorro              | LINEAR                   |
| 354043 | 2001 SA29              | 16 de setembre de 2001 | Socorro              | LINEAR                   |
| 354044 | 2001 SS92              | 20 de setembre de 2001 | Socorro              | LINEAR                   |
| 354045 | 2001 SH145             | 16 de setembre de 2001 | Socorro              | LINEAR                   |
| 354046 | 2001 SY151             | 17 de setembre de 2001 | Socorro              | LINEAR                   |
| 354047 | 2001 SP156             | 17 de setembre de 2001 | Socorro              | LINEAR                   |
| 354048 | 2001 SH162             | 17 de setembre de 2001 | Socorro              | LINEAR                   |
| 354049 | 2001 SC190             | 19 de setembre de 2001 | Socorro              | LINEAR                   |
| 354050 | 2001 SM255             | 19 de setembre de 2001 | Socorro              | LINEAR                   |
| 354051 | 2001 SP296             | 20 de setembre de 2001 | Socorro              | LINEAR                   |
| 354052 | 2001 SC314             | 21 de setembre de 2001 | Socorro              | LINEAR                   |
| 354053 | 2001 SL325             | 16 de setembre de 2001 | Socorro              | LINEAR                   |
| 354054 | 2001 SF329             | 19 de setembre de 2001 | Socorro              | LINEAR                   |
| 354055 | 2001 TA33              | 14 d'octubre de 2001   | Socorro              | LINEAR                   |
| 354056 | 2001 TJ39              | 14 d'octubre de 2001   | Socorro              | LINEAR                   |
| 354057 | 2001 TM53              | 13 d'octubre de 2001   | Socorro              | LINEAR                   |
| 354058 | 2001 TT56              | 13 d'octubre de 2001   | Socorro              | LINEAR                   |
| 354059 | 2001 TR97              | 14 d'octubre de 2001   | Socorro              | LINEAR                   |
| 354060 | 2001 TJ103             | 14 d'octubre de 2001   | Socorro              | LINEAR                   |
| 354061 | 2001 TL108             | 14 d'octubre de 2001   | Socorro              | LINEAR                   |
| 354062 | 2001 TU115             | 14 d'octubre de 2001   | Socorro              | LINEAR                   |
| 354063 | 2001 TD119             | 15 d'octubre de 2001   | Socorro              | LINEAR                   |
| 354064 | 2001 TF120             | 15 d'octubre de 2001   | Socorro              | LINEAR                   |
| 354065 | 2001 TV132             | 12 d'octubre de 2001   | Haleakala            | NEAT                     |
| 354066 | 2001 TS152             | 10 d'octubre de 2001   | Palomar              | NEAT                     |
| 354067 | 2001 TQ177             | 14 d'octubre de 2001   | Socorro              | LINEAR                   |
| 354068 | 2001 TF185             | 14 d'octubre de 2001   | Socorro              | LINEAR                   |
| 354069 | 2001 TS252             | 14 d'octubre de 2001   | Apache Point         | Sloan Digital Sky Survey |
| 354070 | 2001 UQ53              | 17 d'octubre de 2001   | Socorro              | LINEAR                   |
| 354071 | 2001 UD83              | 20 d'octubre de 2001   | Socorro              | LINEAR                   |
| 354072 | 2001 UX97              | 17 d'octubre de 2001   | Socorro              | LINEAR                   |
| 354073 | 2001 UN113             | 22 d'octubre de 2001   | Socorro              | LINEAR                   |
| 354074 | 2001 UY167             | 19 d'octubre de 2001   | Socorro              | LINEAR                   |
| 354075 | 2001 UB170             | 21 d'octubre de 2001   | Socorro              | LINEAR                   |
| 354076 | 2001 UK179             | 26 d'octubre de 2001   | Palomar              | NEAT                     |
| 354077 | 2001 UY216             | 24 d'octubre de 2001   | Kitt Peak            | Spacewatch               |
| 354078 | 2001 UQ226             | 16 d'octubre de 2001   | Palomar              | NEAT                     |
| 354079 | 2001 VH41              | 9 de novembre de 2001  | Socorro              | LINEAR                   |
| 354080 | 2001 VX60              | 10 de novembre de 2001 | Socorro              | LINEAR                   |
| 354081 | 2001 VX76              | 15 de novembre de 2001 | Socorro              | LINEAR                   |
| 354082 | 2001 VH104             | 12 de novembre de 2001 | Socorro              | LINEAR                   |
| 354083 | 2001 WB16              | 23 de novembre de 2001 | Uccle                | T. Pauwels               |
| 354084 | 2001 WZ20              | 18 de novembre de 2001 | Socorro              | LINEAR                   |
| 354085 | 2001 WO25              | 17 de novembre de 2001 | Socorro              | LINEAR                   |
| 354086 | 2001 WZ45              | 19 de novembre de 2001 | Socorro              | LINEAR                   |
| 354087 | 2001 WR57              | 19 de novembre de 2001 | Socorro              | LINEAR                   |
| 354088 | 2001 WY70              | 20 de novembre de 2001 | Socorro              | LINEAR                   |
| 354089 | 2001 XK15              | 10 de desembre de 2001 | Socorro              | LINEAR                   |
| 354090 | 2001 XE17              | 9 de desembre de 2001  | Socorro              | LINEAR                   |
| 354091 | 2001 XH19              | 9 de desembre de 2001  | Socorro              | LINEAR                   |
| 354092 | 2001 XY55              | 10 de desembre de 2001 | Socorro              | LINEAR                   |
| 354093 | 2001 XO132             | 14 de desembre de 2001 | Socorro              | LINEAR                   |
| 354094 | 2001 XY188             | 14 de desembre de 2001 | Socorro              | LINEAR                   |
| 354095 | 2001 XX219             | 15 de desembre de 2001 | Socorro              | LINEAR                   |
| 354096 | 2001 XK230             | 15 de desembre de 2001 | Socorro              | LINEAR                   |
| 354097 | 2001 XY231             | 15 de desembre de 2001 | Socorro              | LINEAR                   |
| 354098 | 2001 XF248             | 14 de desembre de 2001 | Kitt Peak            | Spacewatch               |
| 354099 | 2001 XJ248             | 14 de desembre de 2001 | Kitt Peak            | Spacewatch               |
| 354100 | 2001 XH264             | 14 de desembre de 2001 | Palomar              | NEAT                     |

## 354101-354200
| Nom    | Designació provisional | Data de descobriment   | Lloc de descobriment | Descobridor/s            |
| ------ | ---------------------- | ---------------------- | -------------------- | ------------------------ |
| 354101 | 2001 YF1               | 17 de desembre de 2001 | Socorro              | LINEAR                   |
| 354102 | 2001 YN16              | 17 de desembre de 2001 | Socorro              | LINEAR                   |
| 354103 | 2001 YK26              | 18 de desembre de 2001 | Socorro              | LINEAR                   |
| 354104 | 2001 YE34              | 18 de desembre de 2001 | Socorro              | LINEAR                   |
| 354105 | 2001 YS79              | 18 de desembre de 2001 | Socorro              | LINEAR                   |
| 354106 | 2001 YD88              | 18 de desembre de 2001 | Socorro              | LINEAR                   |
| 354107 | 2001 YT98              | 17 de desembre de 2001 | Socorro              | LINEAR                   |
| 354108 | 2001 YT101             | 17 de desembre de 2001 | Socorro              | LINEAR                   |
| 354109 | 2001 YQ112             | 17 de desembre de 2001 | Socorro              | LINEAR                   |
| 354110 | 2002 AB3               | 7 de gener de 2002     | Socorro              | LINEAR                   |
| 354111 | 2002 AU13              | 18 de desembre de 2001 | Palomar              | NEAT                     |
| 354112 | 2002 AS17              | 9 de gener de 2002     | Socorro              | LINEAR                   |
| 354113 | 2002 AZ28              | 13 de gener de 2002    | Socorro              | LINEAR                   |
| 354114 | 2002 AJ52              | 9 de gener de 2002     | Socorro              | LINEAR                   |
| 354115 | 2002 AS93              | 8 de gener de 2002     | Socorro              | LINEAR                   |
| 354116 | 2002 AA101             | 8 de gener de 2002     | Socorro              | LINEAR                   |
| 354117 | 2002 AL113             | 9 de gener de 2002     | Socorro              | LINEAR                   |
| 354118 | 2002 AV114             | 9 de gener de 2002     | Socorro              | LINEAR                   |
| 354119 | 2002 AC147             | 14 de gener de 2002    | Socorro              | LINEAR                   |
| 354120 | 2002 AM149             | 14 de gener de 2002    | Socorro              | LINEAR                   |
| 354121 | 2002 AA163             | 13 de gener de 2002    | Socorro              | LINEAR                   |
| 354122 | 2002 AD165             | 13 de gener de 2002    | Socorro              | LINEAR                   |
| 354123 | 2002 AR172             | 14 de gener de 2002    | Socorro              | LINEAR                   |
| 354124 | 2002 AO181             | 4 de gener de 2002     | Kitt Peak            | Spacewatch               |
| 354125 | 2002 AR198             | 11 de gener de 2002    | Anderson Mesa        | LONEOS                   |
| 354126 | 2002 AV201             | 8 de gener de 2002     | Socorro              | LINEAR                   |
| 354127 | 2002 BP26              | 25 de gener de 2002    | Socorro              | LINEAR                   |
| 354128 | 2002 BF28              | 20 de gener de 2002    | Anderson Mesa        | LONEOS                   |
| 354129 | 2002 CD19              | 3 de febrer de 2002    | Palomar              | NEAT                     |
| 354130 | 2002 CF21              | 5 de febrer de 2002    | Palomar              | NEAT                     |
| 354131 | 2002 CK32              | 6 de febrer de 2002    | Socorro              | LINEAR                   |
| 354132 | 2002 CX34              | 6 de febrer de 2002    | Socorro              | LINEAR                   |
| 354133 | 2002 CY48              | 3 de febrer de 2002    | Haleakala            | NEAT                     |
| 354134 | 2002 CU52              | 7 de febrer de 2002    | Socorro              | LINEAR                   |
| 354135 | 2002 CM63              | 6 de febrer de 2002    | Socorro              | LINEAR                   |
| 354136 | 2002 CA67              | 7 de febrer de 2002    | Socorro              | LINEAR                   |
| 354137 | 2002 CL70              | 14 de gener de 2002    | Socorro              | LINEAR                   |
| 354138 | 2002 CZ71              | 7 de febrer de 2002    | Socorro              | LINEAR                   |
| 354139 | 2002 CR73              | 7 de febrer de 2002    | Socorro              | LINEAR                   |
| 354140 | 2002 CF82              | 7 de febrer de 2002    | Socorro              | LINEAR                   |
| 354141 | 2002 CV85              | 7 de febrer de 2002    | Socorro              | LINEAR                   |
| 354142 | 2002 CP89              | 7 de febrer de 2002    | Socorro              | LINEAR                   |
| 354143 | 2002 CK93              | 7 de febrer de 2002    | Socorro              | LINEAR                   |
| 354144 | 2002 CB94              | 7 de febrer de 2002    | Socorro              | LINEAR                   |
| 354145 | 2002 CF109             | 7 de febrer de 2002    | Socorro              | LINEAR                   |
| 354146 | 2002 CY111             | 7 de febrer de 2002    | Socorro              | LINEAR                   |
| 354147 | 2002 CG117             | 7 de febrer de 2002    | Bohyunsan            | Bohyunsan                |
| 354148 | 2002 CU122             | 7 de febrer de 2002    | Socorro              | LINEAR                   |
| 354149 | 2002 CH125             | 7 de febrer de 2002    | Socorro              | LINEAR                   |
| 354150 | 2002 CZ127             | 7 de febrer de 2002    | Socorro              | LINEAR                   |
| 354151 | 2002 CH132             | 7 de febrer de 2002    | Socorro              | LINEAR                   |
| 354152 | 2002 CN138             | 8 de febrer de 2002    | Socorro              | LINEAR                   |
| 354153 | 2002 CQ143             | 9 de febrer de 2002    | Socorro              | LINEAR                   |
| 354154 | 2002 CM148             | 10 de febrer de 2002   | Socorro              | LINEAR                   |
| 354155 | 2002 CT148             | 30 de juliol de 2000   | Cerro Tololo         | M. W. Buie               |
| 354156 | 2002 CV179             | 10 de febrer de 2002   | Socorro              | LINEAR                   |
| 354157 | 2002 CT188             | 10 de febrer de 2002   | Socorro              | LINEAR                   |
| 354158 | 2002 CF190             | 10 de febrer de 2002   | Socorro              | LINEAR                   |
| 354159 | 2002 CK192             | 21 de gener de 2002    | Kitt Peak            | Spacewatch               |
| 354160 | 2002 CM200             | 10 de febrer de 2002   | Socorro              | LINEAR                   |
| 354161 | 2002 CA208             | 10 de febrer de 2002   | Socorro              | LINEAR                   |
| 354162 | 2002 CW209             | 10 de febrer de 2002   | Socorro              | LINEAR                   |
| 354163 | 2002 CX217             | 10 de febrer de 2002   | Socorro              | LINEAR                   |
| 354164 | 2002 CT218             | 10 de febrer de 2002   | Socorro              | LINEAR                   |
| 354165 | 2002 CU219             | 10 de febrer de 2002   | Socorro              | LINEAR                   |
| 354166 | 2002 CJ254             | 5 de febrer de 2002    | Palomar              | NEAT                     |
| 354167 | 2002 CZ254             | 6 de febrer de 2002    | Palomar              | NEAT                     |
| 354168 | 2002 CS265             | 7 de febrer de 2002    | Kitt Peak            | Spacewatch               |
| 354169 | 2002 CH267             | 14 de gener de 2002    | Kitt Peak            | Spacewatch               |
| 354170 | 2002 CO269             | 7 de febrer de 2002    | Kitt Peak            | Spacewatch               |
| 354171 | 2002 CF276             | 9 de febrer de 2002    | Palomar              | NEAT                     |
| 354172 | 2002 CG282             | 14 de gener de 2002    | Kitt Peak            | Spacewatch               |
| 354173 | 2002 CG293             | 11 de febrer de 2002   | Socorro              | LINEAR                   |
| 354174 | 2002 CQ293             | 11 de febrer de 2002   | Socorro              | LINEAR                   |
| 354175 | 2002 CD296             | 10 de febrer de 2002   | Socorro              | LINEAR                   |
| 354176 | 2002 CK296             | 10 de febrer de 2002   | Socorro              | LINEAR                   |
| 354177 | 2002 CV299             | 10 de febrer de 2002   | Socorro              | LINEAR                   |
| 354178 | 2002 CS314             | 7 de febrer de 2002    | Palomar              | NEAT                     |
| 354179 | 2002 CR315             | 13 de febrer de 2002   | Apache Point         | Sloan Digital Sky Survey |
| 354180 | 2002 CC318             | 2 de desembre de 2010  | Mount Lemmon         | Mt. Lemmon Survey        |
| 354181 | 2002 DG                | 7 de febrer de 2002    | Palomar              | NEAT                     |
| 354182 | 2002 DU3               | 22 de febrer de 2002   | Socorro              | LINEAR                   |
| 354183 | 2002 DD6               | 17 de febrer de 2002   | Palomar              | NEAT                     |
| 354184 | 2002 DT14              | 16 de febrer de 2002   | Palomar              | NEAT                     |
| 354185 | 2002 EC1               | 5 de març de 2002      | Socorro              | LINEAR                   |
| 354186 | 2002 EV13              | 3 de març de 2002      | Haleakala            | NEAT                     |
| 354187 | 2002 EY29              | 9 de març de 2002      | Socorro              | LINEAR                   |
| 354188 | 2002 EY31              | 9 de març de 2002      | Palomar              | NEAT                     |
| 354189 | 2002 EX36              | 9 de març de 2002      | Kitt Peak            | Spacewatch               |
| 354190 | 2002 EZ43              | 12 de març de 2002     | Socorro              | LINEAR                   |
| 354191 | 2002 EU48              | 12 de març de 2002     | Palomar              | NEAT                     |
| 354192 | 2002 EG52              | 9 de març de 2002      | Socorro              | LINEAR                   |
| 354193 | 2002 EY55              | 13 de març de 2002     | Socorro              | LINEAR                   |
| 354194 | 2002 EL67              | 13 de març de 2002     | Socorro              | LINEAR                   |
| 354195 | 2002 EL92              | 13 de març de 2002     | Socorro              | LINEAR                   |
| 354196 | 2002 EY92              | 14 de març de 2002     | Socorro              | LINEAR                   |
| 354197 | 2002 EN96              | 11 de març de 2002     | Kitt Peak            | Spacewatch               |
| 354198 | 2002 EW96              | 11 de març de 2002     | Kitt Peak            | Spacewatch               |
| 354199 | 2002 EJ102             | 6 de març de 2002      | Catalina             | CSS                      |
| 354200 | 2002 EU109             | 9 de març de 2002      | Kitt Peak            | Spacewatch               |

## 354201-354300
| Nom    | Designació provisional | Data de descobriment   | Lloc de descobriment | Descobridor/s                |
| ------ | ---------------------- | ---------------------- | -------------------- | ---------------------------- |
| 354201 | 2002 EV111             | 9 de març de 2002      | Kitt Peak            | Spacewatch                   |
| 354202 | 2002 EF120             | 10 de març de 2002     | Cima Ekar            | Asiago-DLR Asteroid Survey   |
| 354203 | 2002 EW120             | 11 de març de 2002     | Kitt Peak            | Spacewatch                   |
| 354204 | 2002 ER128             | 12 de març de 2002     | Palomar              | NEAT                         |
| 354205 | 2002 ES129             | 11 de març de 2002     | Kitt Peak            | Spacewatch                   |
| 354206 | 2002 EC133             | 13 de març de 2002     | Socorro              | LINEAR                       |
| 354207 | 2002 EV134             | 13 de març de 2002     | Palomar              | NEAT                         |
| 354208 | 2002 FT                | 18 de març de 2002     | Desert Eagle         | W. K. Y. Yeung               |
| 354209 | 2002 FG6               | 19 de març de 2002     | Palomar              | NEAT                         |
| 354210 | 2002 FY16              | 17 de març de 2002     | Kitt Peak            | Spacewatch                   |
| 354211 | 2002 FB41              | 21 de març de 2002     | Anderson Mesa        | LONEOS                       |
| 354212 | 2002 FG41              | 20 de març de 2002     | Kitt Peak            | M. W. Buie                   |
| 354213 | 2002 FN41              | 18 de març de 2002     | Kitt Peak            | Spacewatch                   |
| 354214 | 2002 GK27              | 6 d'abril de 2002      | Cerro Tololo         | M. W. Buie                   |
| 354215 | 2002 GS44              | 4 d'abril de 2002      | Palomar              | NEAT                         |
| 354216 | 2002 GW51              | 5 d'abril de 2002      | Palomar              | NEAT                         |
| 354217 | 2002 GP58              | 8 d'abril de 2002      | Palomar              | NEAT                         |
| 354218 | 2002 GN92              | 4 d'abril de 2002      | Kitt Peak            | Spacewatch                   |
| 354219 | 2002 GX103             | 10 d'abril de 2002     | Socorro              | LINEAR                       |
| 354220 | 2002 GF122             | 10 d'abril de 2002     | Socorro              | LINEAR                       |
| 354221 | 2002 GY160             | 15 d'abril de 2002     | Palomar              | NEAT                         |
| 354222 | 2002 GL180             | 4 d'abril de 2002      | Palomar              | NEAT                         |
| 354223 | 2002 GE182             | 11 d'abril de 2002     | Palomar              | NEAT                         |
| 354224 | 2002 GV184             | 2 d'abril de 2002      | Palomar              | NEAT                         |
| 354225 | 2002 HY                | 16 d'abril de 2002     | Socorro              | LINEAR                       |
| 354226 | 2002 JK9               | 7 de maig de 2002      | Kitt Peak            | Spacewatch                   |
| 354227 | 2002 JR119             | 5 de maig de 2002      | Palomar              | NEAT                         |
| 354228 | 2002 JV139             | 10 de maig de 2002     | Palomar              | NEAT                         |
| 354229 | 2002 KC16              | 19 de maig de 2002     | Haleakala            | NEAT                         |
| 354230 | 2002 LR                | 1 de juny de 2002      | Socorro              | LINEAR                       |
| 354231 | 2002 MS5               | 20 de juny de 2002     | Palomar              | NEAT                         |
| 354232 | 2002 ND45              | 12 de juliol de 2002   | Palomar              | NEAT                         |
| 354233 | 2002 NF48              | 14 de juliol de 2002   | Palomar              | NEAT                         |
| 354234 | 2002 NB50              | 13 de juliol de 2002   | Haleakala            | NEAT                         |
| 354235 | 2002 NM74              | 8 d'agost de 2002      | Anderson Mesa        | LONEOS                       |
| 354236 | 2002 ND75              | 5 d'agost de 2002      | Palomar              | NEAT                         |
| 354237 | 2002 OL11              | 17 de juliol de 2002   | Haleakala            | NEAT                         |
| 354238 | 2002 OR27              | 4 de juliol de 2002    | Palomar              | NEAT                         |
| 354239 | 2002 OZ29              | 22 de juliol de 2002   | Palomar              | NEAT                         |
| 354240 | 2002 PH1               | 4 d'agost de 2002      | Socorro              | LINEAR                       |
| 354241 | 2002 PD4               | 4 d'agost de 2002      | Palomar              | NEAT                         |
| 354242 | 2002 PV6               | 4 d'agost de 2002      | Palomar              | NEAT                         |
| 354243 | 2002 PR13              | 6 d'agost de 2002      | Palomar              | NEAT                         |
| 354244 | 2002 PT33              | 6 d'agost de 2002      | Campo Imperatore     | CINEOS                       |
| 354245 | 2002 PF77              | 11 d'agost de 2002     | Palomar              | NEAT                         |
| 354246 | 2002 PL81              | 13 d'agost de 2002     | Palomar              | NEAT                         |
| 354247 | 2002 PK100             | 14 d'agost de 2002     | Socorro              | LINEAR                       |
| 354248 | 2002 PR101             | 12 d'agost de 2002     | Socorro              | LINEAR                       |
| 354249 | 2002 PM103             | 12 d'agost de 2002     | Socorro              | LINEAR                       |
| 354250 | 2002 PU131             | 14 de juliol de 2002   | Palomar              | NEAT                         |
| 354251 | 2002 PR186             | 11 d'agost de 2002     | Palomar              | NEAT                         |
| 354252 | 2002 PN193             | 23 d'octubre de 2011   | Andrushivka          | Y. Ivashchenko, P. Kyrylenko |
| 354253 | 2002 QX11              | 26 d'agost de 2002     | Palomar              | NEAT                         |
| 354254 | 2002 QM22              | 18 d'agost de 2002     | Palomar              | NEAT                         |
| 354255 | 2002 QA27              | 27 d'agost de 2002     | Palomar              | NEAT                         |
| 354256 | 2002 QZ27              | 28 d'agost de 2002     | Palomar              | NEAT                         |
| 354257 | 2002 QH28              | 28 d'agost de 2002     | Palomar              | NEAT                         |
| 354258 | 2002 QC83              | 16 d'agost de 2002     | Palomar              | NEAT                         |
| 354259 | 2002 QN83              | 17 d'agost de 2002     | Palomar              | NEAT                         |
| 354260 | 2002 QA114             | 27 d'agost de 2002     | Palomar              | NEAT                         |
| 354261 | 2002 QS140             | 8 de novembre de 2002  | Apache Point         | Sloan Digital Sky Survey     |
| 354262 | 2002 QJ143             | 1 de novembre de 2008  | Mount Lemmon         | Mt. Lemmon Survey            |
| 354263 | 2002 QK143             | 20 d'agost de 2002     | Palomar              | NEAT                         |
| 354264 | 2002 QL145             | 19 d'agost de 2002     | Palomar              | NEAT                         |
| 354265 | 2002 QD150             | 22 de juny de 2006     | Palomar              | NEAT                         |
| 354266 | 2002 QW152             | 23 de maig de 2006     | Mount Lemmon         | Mt. Lemmon Survey            |
| 354267 | 2002 QY153             | 2 de febrer de 2005    | Kitt Peak            | Spacewatch                   |
| 354268 | 2002 QC154             | 14 d'octubre de 2007   | Mount Lemmon         | Mt. Lemmon Survey            |
| 354269 | 2002 RA21              | 4 de setembre de 2002  | Anderson Mesa        | LONEOS                       |
| 354270 | 2002 RL76              | 5 de setembre de 2002  | Socorro              | LINEAR                       |
| 354271 | 2002 RC111             | 6 de setembre de 2002  | Socorro              | LINEAR                       |
| 354272 | 2002 RY138             | 11 d'agost de 2002     | Haleakala            | NEAT                         |
| 354273 | 2002 RO179             | 14 de setembre de 2002 | Kitt Peak            | Spacewatch                   |
| 354274 | 2002 RV186             | 12 de setembre de 2002 | Palomar              | NEAT                         |
| 354275 | 2002 RK207             | 14 de setembre de 2002 | Palomar              | NEAT                         |
| 354276 | 2002 RV214             | 13 de setembre de 2002 | Socorro              | LINEAR                       |
| 354277 | 2002 RU223             | 13 de setembre de 2002 | Haleakala            | NEAT                         |
| 354278 | 2002 RV237             | 15 de setembre de 2002 | Palomar              | R. Matson                    |
| 354279 | 2002 RD241             | 17 d'agost de 2002     | Palomar              | S. F. Hoenig                 |
| 354280 | 2002 RP242             | 14 de setembre de 2002 | Palomar              | R. Matson                    |
| 354281 | 2002 RN246             | 15 de setembre de 2002 | Palomar              | NEAT                         |
| 354282 | 2002 RV254             | 14 de setembre de 2002 | Palomar              | NEAT                         |
| 354283 | 2002 RC257             | 12 de setembre de 2002 | Palomar              | NEAT                         |
| 354284 | 2002 RO257             | 3 de setembre de 2002  | Palomar              | NEAT                         |
| 354285 | 2002 RQ263             | 13 de setembre de 2002 | Palomar              | NEAT                         |
| 354286 | 2002 RG269             | 4 de setembre de 2002  | Palomar              | NEAT                         |
| 354287 | 2002 RO271             | 4 de setembre de 2002  | Palomar              | NEAT                         |
| 354288 | 2002 RT273             | 4 de setembre de 2002  | Palomar              | NEAT                         |
| 354289 | 2002 RX282             | 13 de novembre de 2007 | Mount Lemmon         | Mt. Lemmon Survey            |
| 354290 | 2002 RM290             | 19 d'agost de 2002     | Palomar              | NEAT                         |
| 354291 | 2002 RO290             | 24 de febrer de 2009   | Catalina             | CSS                          |
| 354292 | 2002 SK12              | 27 de setembre de 2002 | Palomar              | NEAT                         |
| 354293 | 2002 SD72              | 17 de setembre de 2002 | Palomar              | NEAT                         |
| 354294 | 2002 TL60              | 5 d'octubre de 2002    | Socorro              | LINEAR                       |
| 354295 | 2002 TA71              | 3 d'octubre de 2002    | Palomar              | NEAT                         |
| 354296 | 2002 TO73              | 3 d'octubre de 2002    | Palomar              | NEAT                         |
| 354297 | 2002 TE108             | 1 d'octubre de 2002    | Socorro              | LINEAR                       |
| 354298 | 2002 TX110             | 2 d'octubre de 2002    | Campo Imperatore     | CINEOS                       |
| 354299 | 2002 TK114             | 3 d'octubre de 2002    | Palomar              | NEAT                         |
| 354300 | 2002 TW127             | 4 d'octubre de 2002    | Palomar              | NEAT                         |

## 354301-354400
| Nom    | Designació provisional | Data de descobriment   | Lloc de descobriment | Descobridor/s                |
| ------ | ---------------------- | ---------------------- | -------------------- | ---------------------------- |
| 354301 | 2002 TB148             | 5 d'octubre de 2002    | Palomar              | NEAT                         |
| 354302 | 2002 TQ171             | 4 d'octubre de 2002    | Palomar              | NEAT                         |
| 354303 | 2002 TO178             | 12 d'octubre de 2002   | Socorro              | LINEAR                       |
| 354304 | 2002 TK229             | 7 d'octubre de 2002    | Anderson Mesa        | LONEOS                       |
| 354305 | 2002 TD236             | 6 d'octubre de 2002    | Socorro              | LINEAR                       |
| 354306 | 2002 TK243             | 9 d'octubre de 2002    | Kitt Peak            | Spacewatch                   |
| 354307 | 2002 TD279             | 5 d'octubre de 2002    | Socorro              | LINEAR                       |
| 354308 | 2002 TT310             | 4 d'octubre de 2002    | Apache Point         | Sloan Digital Sky Survey     |
| 354309 | 2002 TY314             | 4 d'octubre de 2002    | Apache Point         | Sloan Digital Sky Survey     |
| 354310 | 2002 TJ316             | 10 d'octubre de 2002   | Palomar              | NEAT                         |
| 354311 | 2002 TS341             | 15 d'octubre de 2002   | Palomar              | NEAT                         |
| 354312 | 2002 UN1               | 28 d'octubre de 2002   | Nogales              | C. W. Juels, P. R. Holvorcem |
| 354313 | 2002 UP37              | 31 d'octubre de 2002   | Kitt Peak            | Spacewatch                   |
| 354314 | 2002 US47              | 31 d'octubre de 2002   | Anderson Mesa        | LONEOS                       |
| 354315 | 2002 UU51              | 29 d'octubre de 2002   | Apache Point         | Sloan Digital Sky Survey     |
| 354316 | 2002 UZ77              | 31 d'octubre de 2002   | Palomar              | NEAT                         |
| 354317 | 2002 VW47              | 5 de novembre de 2002  | Socorro              | LINEAR                       |
| 354318 | 2002 VX69              | 7 de novembre de 2002  | Socorro              | LINEAR                       |
| 354319 | 2002 VF139             | 13 de novembre de 2002 | Palomar              | NEAT                         |
| 354320 | 2002 VG139             | 13 de novembre de 2002 | Palomar              | NEAT                         |
| 354321 | 2002 VB144             | 26 de setembre de 2006 | Catalina             | CSS                          |
| 354322 | 2002 VA146             | 5 de novembre de 2002  | Palomar              | NEAT                         |
| 354323 | 2002 VC147             | 28 d'agost de 2006     | Anderson Mesa        | LONEOS                       |
| 354324 | 2002 VF147             | 3 d'octubre de 1997    | Kitt Peak            | Spacewatch                   |
| 354325 | 2002 WM1               | 23 de novembre de 2002 | Palomar              | NEAT                         |
| 354326 | 2002 WL3               | 24 de novembre de 2002 | Palomar              | NEAT                         |
| 354327 | 2002 WO30              | 24 de novembre de 2002 | Palomar              | NEAT                         |
| 354328 | 2002 WR31              | 6 de maig de 2009      | Siding Spring        | Siding Spring Survey         |
| 354329 | 2002 XB12              | 3 de desembre de 2002  | Palomar              | NEAT                         |
| 354330 | 2002 YL16              | 31 de desembre de 2002 | Socorro              | LINEAR                       |
| 354331 | 2002 YP34              | 31 de desembre de 2002 | Socorro              | LINEAR                       |
| 354332 | 2003 AD1               | 2 de gener de 2003     | Socorro              | LINEAR                       |
| 354333 | 2003 AK4               | 1 de gener de 2003     | Needville            | Needville                    |
| 354334 | 2003 AR74              | 10 de gener de 2003    | Socorro              | LINEAR                       |
| 354335 | 2003 BC7               | 25 de gener de 2003    | Anderson Mesa        | LONEOS                       |
| 354336 | 2003 BW45              | 30 de gener de 2003    | Kitt Peak            | Spacewatch                   |
| 354337 | 2003 DV4               | 22 de febrer de 2003   | Palomar              | NEAT                         |
| 354338 | 2003 EB4               | 6 de març de 2003      | Socorro              | LINEAR                       |
| 354339 | 2003 EZ38              | 8 de març de 2003      | Kitt Peak            | Spacewatch                   |
| 354340 | 2003 FM7               | 29 de març de 2003     | Piszkesteto          | K. Sarneczky                 |
| 354341 | 2003 FW80              | 27 de març de 2003     | Socorro              | LINEAR                       |
| 354342 | 2003 FB85              | 28 de març de 2003     | Kitt Peak            | Spacewatch                   |
| 354343 | 2003 FO90              | 29 de març de 2003     | Anderson Mesa        | LONEOS                       |
| 354344 | 2003 FS96              | 30 de març de 2003     | Kitt Peak            | Spacewatch                   |
| 354345 | 2003 FB101             | 31 de març de 2003     | Anderson Mesa        | LONEOS                       |
| 354346 | 2003 FK103             | 24 de març de 2003     | Kitt Peak            | Spacewatch                   |
| 354347 | 2003 FJ109             | 31 de març de 2003     | Anderson Mesa        | LONEOS                       |
| 354348 | 2003 FL132             | 24 de març de 2003     | Kitt Peak            | Spacewatch                   |
| 354349 | 2003 FN133             | 27 de març de 2003     | Kitt Peak            | Spacewatch                   |
| 354350 | 2003 GE                | 1 d'abril de 2003      | Socorro              | LINEAR                       |
| 354351 | 2003 GY24              | 7 d'abril de 2003      | Kitt Peak            | Spacewatch                   |
| 354352 | 2003 GR28              | 7 d'abril de 2003      | Uccle                | T. Pauwels                   |
| 354353 | 2003 GT48              | 9 d'abril de 2003      | Socorro              | LINEAR                       |
| 354354 | 2003 GV53              | 4 d'abril de 2003      | Kitt Peak            | Spacewatch                   |
| 354355 | 2003 GT54              | 3 d'abril de 2003      | Anderson Mesa        | LONEOS                       |
| 354356 | 2003 HU6               | 24 d'abril de 2003     | Kitt Peak            | Spacewatch                   |
| 354357 | 2003 HT12              | 24 d'abril de 2003     | Kitt Peak            | Spacewatch                   |
| 354358 | 2003 HQ15              | 24 d'abril de 2003     | Socorro              | LINEAR                       |
| 354359 | 2003 HR34              | 29 d'abril de 2003     | Kitt Peak            | Spacewatch                   |
| 354360 | 2003 HW50              | 28 d'abril de 2003     | Socorro              | LINEAR                       |
| 354361 | 2003 HS58              | 26 d'abril de 2003     | Apache Point         | Sloan Digital Sky Survey     |
| 354362 | 2003 KT1               | 22 de maig de 2003     | Kitt Peak            | Spacewatch                   |
| 354363 | 2003 KK13              | 25 d'abril de 2003     | Kitt Peak            | Spacewatch                   |
| 354364 | 2003 KG25              | 31 de maig de 2003     | Cerro Tololo         | M. W. Buie                   |
| 354365 | 2003 LX2               | 4 de juny de 2003      | Socorro              | LINEAR                       |
| 354366 | 2003 OV1               | 22 de juliol de 2003   | Haleakala            | NEAT                         |
| 354367 | 2003 OY31              | 25 de juliol de 2003   | Socorro              | LINEAR                       |
| 354368 | 2003 QS4               | 19 d'agost de 2003     | Campo Imperatore     | CINEOS                       |
| 354369 | 2003 QX12              | 22 d'agost de 2003     | Haleakala            | NEAT                         |
| 354370 | 2003 QS25              | 22 d'agost de 2003     | Palomar              | NEAT                         |
| 354371 | 2003 QM40              | 22 d'agost de 2003     | Haleakala            | NEAT                         |
| 354372 | 2003 QA58              | 24 de juliol de 2003   | Palomar              | NEAT                         |
| 354373 | 2003 RX1               | 1 de setembre de 2003  | Socorro              | LINEAR                       |
| 354374 | 2003 RR8               | 7 de setembre de 2003  | Socorro              | LINEAR                       |
| 354375 | 2003 SO4               | 16 de setembre de 2003 | Palomar              | NEAT                         |
| 354376 | 2003 SC16              | 17 de setembre de 2003 | Kitt Peak            | Spacewatch                   |
| 354377 | 2003 SL29              | 18 de setembre de 2003 | Palomar              | NEAT                         |
| 354378 | 2003 SR37              | 16 de setembre de 2003 | Palomar              | NEAT                         |
| 354379 | 2003 SZ71              | 18 de setembre de 2003 | Kitt Peak            | Spacewatch                   |
| 354380 | 2003 SK116             | 16 de setembre de 2003 | Anderson Mesa        | LONEOS                       |
| 354381 | 2003 SR120             | 17 de setembre de 2003 | Socorro              | LINEAR                       |
| 354382 | 2003 SH123             | 18 de setembre de 2003 | Palomar              | NEAT                         |
| 354383 | 2003 SE149             | 16 de setembre de 2003 | Kitt Peak            | Spacewatch                   |
| 354384 | 2003 SP170             | 23 de setembre de 2003 | Palomar              | NEAT                         |
| 354385 | 2003 SR184             | 21 de setembre de 2003 | Kitt Peak            | Spacewatch                   |
| 354386 | 2003 SG234             | 25 de setembre de 2003 | Palomar              | NEAT                         |
| 354387 | 2003 SY261             | 27 de setembre de 2003 | Kitt Peak            | Spacewatch                   |
| 354388 | 2003 SD268             | 29 de setembre de 2003 | Kitt Peak            | Spacewatch                   |
| 354389 | 2003 ST301             | 17 de setembre de 2003 | Palomar              | NEAT                         |
| 354390 | 2003 SM305             | 17 de setembre de 2003 | Palomar              | NEAT                         |
| 354391 | 2003 SX323             | 16 de setembre de 2003 | Kitt Peak            | Spacewatch                   |
| 354392 | 2003 SC326             | 18 de setembre de 2003 | Kitt Peak            | Spacewatch                   |
| 354393 | 2003 SH328             | 20 de setembre de 2003 | Kitt Peak            | Spacewatch                   |
| 354394 | 2003 SP332             | 28 de setembre de 2003 | Apache Point         | Sloan Digital Sky Survey     |
| 354395 | 2003 SA380             | 26 de setembre de 2003 | Apache Point         | Sloan Digital Sky Survey     |
| 354396 | 2003 TM36              | 1 d'octubre de 2003    | Kitt Peak            | Spacewatch                   |
| 354397 | 2003 TJ57              | 5 d'octubre de 2003    | Socorro              | LINEAR                       |
| 354398 | 2003 UD20              | 18 d'octubre de 2003   | Kitt Peak            | Spacewatch                   |
| 354399 | 2003 UZ30              | 16 d'octubre de 2003   | Kitt Peak            | Spacewatch                   |
| 354400 | 2003 UA66              | 16 d'octubre de 2003   | Palomar              | NEAT                         |

## 354401-354500
| Nom    | Designació provisional | Data de descobriment   | Lloc de descobriment | Descobridor/s            |
| ------ | ---------------------- | ---------------------- | -------------------- | ------------------------ |
| 354401 | 2003 UP77              | 17 d'octubre de 2003   | Kitt Peak            | Spacewatch               |
| 354402 | 2003 UG108             | 19 d'octubre de 2003   | Kitt Peak            | Spacewatch               |
| 354403 | 2003 UB150             | 20 d'octubre de 2003   | Socorro              | LINEAR                   |
| 354404 | 2003 UV158             | 20 d'octubre de 2003   | Kitt Peak            | Spacewatch               |
| 354405 | 2003 UW166             | 22 d'octubre de 2003   | Kitt Peak            | Spacewatch               |
| 354406 | 2003 UJ181             | 21 d'octubre de 2003   | Socorro              | LINEAR                   |
| 354407 | 2003 UP204             | 21 d'octubre de 2003   | Kitt Peak            | Spacewatch               |
| 354408 | 2003 UR205             | 22 d'octubre de 2003   | Socorro              | LINEAR                   |
| 354409 | 2003 UB239             | 24 d'octubre de 2003   | Socorro              | LINEAR                   |
| 354410 | 2003 UH242             | 24 d'octubre de 2003   | Socorro              | LINEAR                   |
| 354411 | 2003 UB273             | 29 d'octubre de 2003   | Socorro              | LINEAR                   |
| 354412 | 2003 UX331             | 18 d'octubre de 2003   | Apache Point         | Sloan Digital Sky Survey |
| 354413 | 2003 UU339             | 18 d'octubre de 2003   | Kitt Peak            | Spacewatch               |
| 354414 | 2003 VA                | 1 de novembre de 2003  | Emerald Lane         | L. Ball                  |
| 354415 | 2003 VT11              | 3 de novembre de 2003  | Socorro              | LINEAR                   |
| 354416 | 2003 WM1               | 16 de novembre de 2003 | Catalina             | CSS                      |
| 354417 | 2003 WD10              | 18 de novembre de 2003 | Kitt Peak            | Spacewatch               |
| 354418 | 2003 WO12              | 18 de novembre de 2003 | Kitt Peak            | Spacewatch               |
| 354419 | 2003 WY21              | 18 de novembre de 2003 | Palomar              | NEAT                     |
| 354420 | 2003 WX22              | 18 de novembre de 2003 | Kitt Peak            | Spacewatch               |
| 354421 | 2003 WR53              | 20 de novembre de 2003 | Socorro              | LINEAR                   |
| 354422 | 2003 WW55              | 20 de novembre de 2003 | Socorro              | LINEAR                   |
| 354423 | 2003 WC71              | 20 de novembre de 2003 | Palomar              | NEAT                     |
| 354424 | 2003 WB75              | 19 de novembre de 2003 | Anderson Mesa        | LONEOS                   |
| 354425 | 2003 WG84              | 21 de novembre de 2003 | Kitt Peak            | Spacewatch               |
| 354426 | 2003 WP84              | 19 de novembre de 2003 | Socorro              | LINEAR                   |
| 354427 | 2003 WN122             | 20 de novembre de 2003 | Socorro              | LINEAR                   |
| 354428 | 2003 WH130             | 21 de novembre de 2003 | Socorro              | LINEAR                   |
| 354429 | 2003 WB134             | 21 de novembre de 2003 | Socorro              | LINEAR                   |
| 354430 | 2003 WU145             | 21 de novembre de 2003 | Socorro              | LINEAR                   |
| 354431 | 2003 WU166             | 18 de novembre de 2003 | Palomar              | NEAT                     |
| 354432 | 2003 WU192             | 19 de novembre de 2003 | Anderson Mesa        | LONEOS                   |
| 354433 | 2003 XO12              | 14 de desembre de 2003 | Palomar              | NEAT                     |
| 354434 | 2003 YL10              | 17 de desembre de 2003 | Socorro              | LINEAR                   |
| 354435 | 2003 YA14              | 17 de desembre de 2003 | Socorro              | LINEAR                   |
| 354436 | 2003 YW19              | 17 de desembre de 2003 | Kitt Peak            | Spacewatch               |
| 354437 | 2003 YW36              | 15 de desembre de 1998 | Caussols             | ODAS                     |
| 354438 | 2003 YN68              | 19 de desembre de 2003 | Socorro              | LINEAR                   |
| 354439 | 2003 YS88              | 19 de desembre de 2003 | Socorro              | LINEAR                   |
| 354440 | 2003 YG89              | 19 de desembre de 2003 | Socorro              | LINEAR                   |
| 354441 | 2003 YX105             | 22 de desembre de 2003 | Socorro              | LINEAR                   |
| 354442 | 2003 YS108             | 22 de desembre de 2003 | Socorro              | LINEAR                   |
| 354443 | 2003 YE112             | 23 de desembre de 2003 | Socorro              | LINEAR                   |
| 354444 | 2003 YN114             | 25 de desembre de 2003 | Haleakala            | NEAT                     |
| 354445 | 2003 YG129             | 27 de desembre de 2003 | Socorro              | LINEAR                   |
| 354446 | 2003 YT142             | 28 de desembre de 2003 | Socorro              | LINEAR                   |
| 354447 | 2003 YB145             | 28 de desembre de 2003 | Socorro              | LINEAR                   |
| 354448 | 2003 YP167             | 18 de desembre de 2003 | Socorro              | LINEAR                   |
| 354449 | 2004 AQ23              | 15 de gener de 2004    | Kitt Peak            | Spacewatch               |
| 354450 | 2004 BB7               | 16 de gener de 2004    | Kitt Peak            | Spacewatch               |
| 354451 | 2004 BF10              | 16 de gener de 2004    | Palomar              | NEAT                     |
| 354452 | 2004 BM13              | 17 de gener de 2004    | Palomar              | NEAT                     |
| 354453 | 2004 BO16              | 16 de gener de 2004    | Palomar              | NEAT                     |
| 354454 | 2004 BC17              | 17 de gener de 2004    | Palomar              | NEAT                     |
| 354455 | 2004 BF25              | 21 de desembre de 2003 | Kitt Peak            | Spacewatch               |
| 354456 | 2004 BA28              | 18 de gener de 2004    | Palomar              | NEAT                     |
| 354457 | 2004 BH36              | 19 de gener de 2004    | Kitt Peak            | Spacewatch               |
| 354458 | 2004 BY61              | 22 de gener de 2004    | Socorro              | LINEAR                   |
| 354459 | 2004 BW72              | 24 de gener de 2004    | Socorro              | LINEAR                   |
| 354460 | 2004 BO86              | 27 de desembre de 2003 | Socorro              | LINEAR                   |
| 354461 | 2004 BV87              | 23 de gener de 2004    | Socorro              | LINEAR                   |
| 354462 | 2004 BT94              | 28 de gener de 2004    | Socorro              | LINEAR                   |
| 354463 | 2004 BE117             | 28 de gener de 2004    | Catalina             | CSS                      |
| 354464 | 2004 BU137             | 19 de gener de 2004    | Kitt Peak            | Spacewatch               |
| 354465 | 2004 BF152             | 29 de desembre de 2003 | Kitt Peak            | Spacewatch               |
| 354466 | 2004 BF154             | 28 de gener de 2004    | Kitt Peak            | Spacewatch               |
| 354467 | 2004 CZ52              | 11 de febrer de 2004   | Kitt Peak            | Spacewatch               |
| 354468 | 2004 CU55              | 13 de febrer de 2004   | Palomar              | NEAT                     |
| 354469 | 2004 CT56              | 9 de febrer de 2004    | Palomar              | NEAT                     |
| 354470 | 2004 CH57              | 17 de gener de 2004    | Palomar              | NEAT                     |
| 354471 | 2004 CT76              | 17 de gener de 2004    | Haleakala            | NEAT                     |
| 354472 | 2004 CZ82              | 22 de gener de 2004    | Socorro              | LINEAR                   |
| 354473 | 2004 CR93              | 11 de febrer de 2004   | Palomar              | NEAT                     |
| 354474 | 2004 CE102             | 12 de febrer de 2004   | Palomar              | NEAT                     |
| 354475 | 2004 CE103             | 12 de febrer de 2004   | Palomar              | NEAT                     |
| 354476 | 2004 CS128             | 14 de febrer de 2004   | Kitt Peak            | Spacewatch               |
| 354477 | 2004 DM14              | 16 de febrer de 2004   | Catalina             | CSS                      |
| 354478 | 2004 DT40              | 18 de febrer de 2004   | Socorro              | LINEAR                   |
| 354479 | 2004 ES                | 27 de gener de 2004    | Catalina             | CSS                      |
| 354480 | 2004 EY5               | 11 de març de 2004     | Palomar              | NEAT                     |
| 354481 | 2004 ET12              | 11 de març de 2004     | Palomar              | NEAT                     |
| 354482 | 2004 EV15              | 12 de març de 2004     | Palomar              | NEAT                     |
| 354483 | 2004 EK25              | 12 de març de 2004     | Palomar              | NEAT                     |
| 354484 | 2004 EB30              | 15 de març de 2004     | Kitt Peak            | Spacewatch               |
| 354485 | 2004 ES58              | 15 de març de 2004     | Palomar              | NEAT                     |
| 354486 | 2004 ED75              | 14 de març de 2004     | Kitt Peak            | Spacewatch               |
| 354487 | 2004 EC76              | 15 de març de 2004     | Socorro              | LINEAR                   |
| 354488 | 2004 EK82              | 15 de març de 2004     | Socorro              | LINEAR                   |
| 354489 | 2004 FB13              | 16 de març de 2004     | Catalina             | CSS                      |
| 354490 | 2004 FD32              | 30 de març de 2004     | Socorro              | LINEAR                   |
| 354491 | 2004 FJ54              | 18 de març de 2004     | Socorro              | LINEAR                   |
| 354492 | 2004 FQ119             | 23 de març de 2004     | Socorro              | LINEAR                   |
| 354493 | 2004 FA124             | 26 de març de 2004     | Catalina             | CSS                      |
| 354494 | 2004 FX158             | 18 de març de 2004     | Palomar              | NEAT                     |
| 354495 | 2004 GX4               | 11 d'abril de 2004     | Palomar              | NEAT                     |
| 354496 | 2004 JT9               | 13 de maig de 2004     | Kitt Peak            | Spacewatch               |
| 354497 | 2004 JE54              | 9 de maig de 2004      | Kitt Peak            | Spacewatch               |
| 354498 | 2004 KG6               | 17 de maig de 2004     | Socorro              | LINEAR                   |
| 354499 | 2004 NL19              | 14 de juliol de 2004   | Socorro              | LINEAR                   |
| 354500 | 2004 OO14              | 16 de juliol de 2004   | Cerro Tololo         | Cerro Tololo             |

## 354501-354600
| Nom    | Designació provisional | Data de descobriment   | Lloc de descobriment | Descobridor/s        |
| ------ | ---------------------- | ---------------------- | -------------------- | -------------------- |
| 354501 | 2004 PW5               | 6 d'agost de 2004      | Palomar              | NEAT                 |
| 354502 | 2004 PN13              | 7 d'agost de 2004      | Palomar              | NEAT                 |
| 354503 | 2004 PN16              | 7 d'agost de 2004      | Palomar              | NEAT                 |
| 354504 | 2004 PY28              | 6 d'agost de 2004      | Palomar              | NEAT                 |
| 354505 | 2004 PX37              | 15 de juliol de 2004   | Socorro              | LINEAR               |
| 354506 | 2004 PT45              | 7 d'agost de 2004      | Siding Spring        | Siding Spring Survey |
| 354507 | 2004 PW48              | 8 d'agost de 2004      | Socorro              | LINEAR               |
| 354508 | 2004 PE57              | 9 d'agost de 2004      | Socorro              | LINEAR               |
| 354509 | 2004 PY61              | 9 d'agost de 2004      | Socorro              | LINEAR               |
| 354510 | 2004 PV66              | 11 d'agost de 2004     | Palomar              | NEAT                 |
| 354511 | 2004 PH114             | 8 d'agost de 2004      | Socorro              | LINEAR               |
| 354512 | 2004 QR8               | 16 d'agost de 2004     | Siding Spring        | Siding Spring Survey |
| 354513 | 2004 QD25              | 24 d'agost de 2004     | Socorro              | LINEAR               |
| 354514 | 2004 RG5               | 4 de setembre de 2004  | Palomar              | NEAT                 |
| 354515 | 2004 RX7               | 6 de setembre de 2004  | St. Veran            | St. Veran            |
| 354516 | 2004 RK44              | 8 de setembre de 2004  | Socorro              | LINEAR               |
| 354517 | 2004 RC46              | 8 de setembre de 2004  | Socorro              | LINEAR               |
| 354518 | 2004 RM47              | 8 de setembre de 2004  | Socorro              | LINEAR               |
| 354519 | 2004 RM51              | 8 de setembre de 2004  | Socorro              | LINEAR               |
| 354520 | 2004 RX53              | 8 de setembre de 2004  | Socorro              | LINEAR               |
| 354521 | 2004 RJ60              | 8 de setembre de 2004  | Socorro              | LINEAR               |
| 354522 | 2004 RV77              | 8 de setembre de 2004  | Socorro              | LINEAR               |
| 354523 | 2004 RF80              | 7 de setembre de 2004  | Socorro              | LINEAR               |
| 354524 | 2004 RP84              | 25 d'agost de 2004     | Kitt Peak            | Spacewatch           |
| 354525 | 2004 RZ90              | 8 de setembre de 2004  | Socorro              | LINEAR               |
| 354526 | 2004 RU99              | 11 d'agost de 2004     | Socorro              | LINEAR               |
| 354527 | 2004 RJ152             | 10 de setembre de 2004 | Socorro              | LINEAR               |
| 354528 | 2004 RZ157             | 10 de setembre de 2004 | Socorro              | LINEAR               |
| 354529 | 2004 RZ176             | 10 de setembre de 2004 | Socorro              | LINEAR               |
| 354530 | 2004 RG180             | 10 de setembre de 2004 | Socorro              | LINEAR               |
| 354531 | 2004 RT180             | 10 de setembre de 2004 | Socorro              | LINEAR               |
| 354532 | 2004 RH183             | 10 de setembre de 2004 | Socorro              | LINEAR               |
| 354533 | 2004 RB184             | 10 de setembre de 2004 | Socorro              | LINEAR               |
| 354534 | 2004 RU193             | 10 de setembre de 2004 | Socorro              | LINEAR               |
| 354535 | 2004 RB211             | 11 de setembre de 2004 | Socorro              | LINEAR               |
| 354536 | 2004 RA218             | 11 de setembre de 2004 | Socorro              | LINEAR               |
| 354537 | 2004 RU223             | 8 de setembre de 2004  | Socorro              | LINEAR               |
| 354538 | 2004 RS229             | 9 de setembre de 2004  | Kitt Peak            | Spacewatch           |
| 354539 | 2004 RC239             | 10 de setembre de 2004 | Kitt Peak            | Spacewatch           |
| 354540 | 2004 RA250             | 13 de setembre de 2004 | Socorro              | LINEAR               |
| 354541 | 2004 RP251             | 14 de setembre de 2004 | Siding Spring        | Siding Spring Survey |
| 354542 | 2004 RV256             | 9 de setembre de 2004  | Socorro              | LINEAR               |
| 354543 | 2004 RP265             | 10 de setembre de 2004 | Kitt Peak            | Spacewatch           |
| 354544 | 2004 RY294             | 11 de setembre de 2004 | Kitt Peak            | Spacewatch           |
| 354545 | 2004 RE356             | 14 de setembre de 2004 | Anderson Mesa        | LONEOS               |
| 354546 | 2004 SM36              | 17 de setembre de 2004 | Kitt Peak            | Spacewatch           |
| 354547 | 2004 SE39              | 17 de setembre de 2004 | Socorro              | LINEAR               |
| 354548 | 2004 SO43              | 18 de setembre de 2004 | Socorro              | LINEAR               |
| 354549 | 2004 SZ53              | 22 de setembre de 2004 | Socorro              | LINEAR               |
| 354550 | 2004 SS54              | 22 de setembre de 2004 | Socorro              | LINEAR               |
| 354551 | 2004 TY12              | 8 d'octubre de 2004    | Goodricke-Pigott     | R. A. Tucker         |
| 354552 | 2004 TD21              | 11 d'octubre de 2004   | Yamagata             | Yamagata             |
| 354553 | 2004 TA24              | 4 d'octubre de 2004    | Kitt Peak            | Spacewatch           |
| 354554 | 2004 TL33              | 4 d'octubre de 2004    | Kitt Peak            | Spacewatch           |
| 354555 | 2004 TV36              | 4 d'octubre de 2004    | Kitt Peak            | Spacewatch           |
| 354556 | 2004 TN54              | 4 d'octubre de 2004    | Kitt Peak            | Spacewatch           |
| 354557 | 2004 TO59              | 5 d'octubre de 2004    | Kitt Peak            | Spacewatch           |
| 354558 | 2004 TK70              | 6 d'octubre de 2004    | Anderson Mesa        | LONEOS               |
| 354559 | 2004 TQ71              | 6 d'octubre de 2004    | Kitt Peak            | Spacewatch           |
| 354560 | 2004 TK72              | 6 d'octubre de 2004    | Kitt Peak            | Spacewatch           |
| 354561 | 2004 TQ75              | 6 d'octubre de 2004    | Palomar              | NEAT                 |
| 354562 | 2004 TJ86              | 5 d'octubre de 2004    | Kitt Peak            | Spacewatch           |
| 354563 | 2004 TW90              | 5 d'octubre de 2004    | Kitt Peak            | Spacewatch           |
| 354564 | 2004 TU92              | 5 d'octubre de 2004    | Kitt Peak            | Spacewatch           |
| 354565 | 2004 TA98              | 5 d'octubre de 2004    | Kitt Peak            | Spacewatch           |
| 354566 | 2004 TG107             | 7 d'octubre de 2004    | Socorro              | LINEAR               |
| 354567 | 2004 TB110             | 7 d'octubre de 2004    | Socorro              | LINEAR               |
| 354568 | 2004 TK121             | 7 d'octubre de 2004    | Anderson Mesa        | LONEOS               |
| 354569 | 2004 TT133             | 7 d'octubre de 2004    | Palomar              | NEAT                 |
| 354570 | 2004 TA143             | 7 de setembre de 2004  | Kitt Peak            | Spacewatch           |
| 354571 | 2004 TN150             | 6 d'octubre de 2004    | Kitt Peak            | Spacewatch           |
| 354572 | 2004 TJ181             | 7 d'octubre de 2004    | Kitt Peak            | Spacewatch           |
| 354573 | 2004 TS202             | 7 d'octubre de 2004    | Kitt Peak            | Spacewatch           |
| 354574 | 2004 TP275             | 9 d'octubre de 2004    | Kitt Peak            | Spacewatch           |
| 354575 | 2004 TN279             | 10 d'octubre de 2004   | Palomar              | NEAT                 |
| 354576 | 2004 TA342             | 13 d'octubre de 2004   | Kitt Peak            | Spacewatch           |
| 354577 | 2004 TW366             | 10 d'octubre de 2004   | Kitt Peak            | M. W. Buie           |
| 354578 | 2004 TK367             | 9 d'octubre de 2004    | Socorro              | LINEAR               |
| 354579 | 2004 VJ6               | 3 de novembre de 2004  | Kitt Peak            | Spacewatch           |
| 354580 | 2004 VX10              | 3 de novembre de 2004  | Catalina             | CSS                  |
| 354581 | 2004 VW18              | 4 de novembre de 2004  | Kitt Peak            | Spacewatch           |
| 354582 | 2004 VT21              | 4 de novembre de 2004  | Catalina             | CSS                  |
| 354583 | 2004 VX32              | 3 de novembre de 2004  | Kitt Peak            | Spacewatch           |
| 354584 | 2004 VP52              | 4 de novembre de 2004  | Catalina             | CSS                  |
| 354585 | 2004 VA59              | 9 de novembre de 2004  | Catalina             | CSS                  |
| 354586 | 2004 WY11              | 19 de novembre de 2004 | Socorro              | LINEAR               |
| 354587 | 2004 XE12              | 8 de desembre de 2004  | Socorro              | LINEAR               |
| 354588 | 2004 XU19              | 8 de desembre de 2004  | Socorro              | LINEAR               |
| 354589 | 2004 XW24              | 9 de desembre de 2004  | Kitt Peak            | Spacewatch           |
| 354590 | 2004 XW27              | 10 de desembre de 2004 | Socorro              | LINEAR               |
| 354591 | 2004 XT51              | 10 de desembre de 2004 | Socorro              | LINEAR               |
| 354592 | 2004 XS81              | 10 de desembre de 2004 | Kitt Peak            | Spacewatch           |
| 354593 | 2004 XJ104             | 10 de desembre de 2004 | Socorro              | LINEAR               |
| 354594 | 2004 YF8               | 18 de desembre de 2004 | Mount Lemmon         | Mt. Lemmon Survey    |
| 354595 | 2004 YE15              | 18 de desembre de 2004 | Mount Lemmon         | Mt. Lemmon Survey    |
| 354596 | 2004 YP29              | 16 de desembre de 2004 | Kitt Peak            | Spacewatch           |
| 354597 | 2005 AG3               | 21 de desembre de 2004 | Catalina             | CSS                  |
| 354598 | 2005 AD20              | 6 de gener de 2005     | Socorro              | LINEAR               |
| 354599 | 2005 AM23              | 7 de gener de 2005     | Socorro              | LINEAR               |
| 354600 | 2005 AT38              | 13 de gener de 2005    | Catalina             | CSS                  |

## 354601-354700
| Nom            | Designació provisional | Data de descobriment | Lloc de descobriment | Descobridor/s          |
| -------------- | ---------------------- | -------------------- | -------------------- | ---------------------- |
| 354601         | 2005 AN75              | 15 de gener de 2005  | Kitt Peak            | Spacewatch             |
| 354602         | 2005 AH81              | 15 de gener de 2005  | Catalina             | CSS                    |
| 354603         | 2005 BU12              | 17 de gener de 2005  | Socorro              | LINEAR                 |
| 354604         | 2005 CG8               | 1 de febrer de 2005  | Catalina             | CSS                    |
| 354605         | 2005 CA25              | 4 de febrer de 2005  | Catalina             | CSS                    |
| 354606         | 2005 CS25              | 1 de febrer de 2005  | Goodricke-Pigott     | R. A. Tucker           |
| 354607         | 2005 CT40              | 9 de febrer de 2005  | La Silla             | A. Boattini, H. Scholl |
| 354608         | 2005 CB74              | 1 de febrer de 2005  | Kitt Peak            | Spacewatch             |
| 354609         | 2005 EW24              | 3 de març de 2005    | Catalina             | CSS                    |
| 354610         | 2005 EN33              | 4 de març de 2005    | Socorro              | LINEAR                 |
| 354611         | 2005 EC47              | 3 de març de 2005    | Kitt Peak            | Spacewatch             |
| 354612         | 2005 EL51              | 3 de març de 2005    | Catalina             | CSS                    |
| 354613         | 2005 EE70              | 7 de març de 2005    | Socorro              | LINEAR                 |
| 354614         | 2005 EA79              | 3 de març de 2005    | Catalina             | CSS                    |
| 354615         | 2005 EY89              | 8 de març de 2005    | Socorro              | LINEAR                 |
| 354616         | 2005 EL93              | 8 de març de 2005    | Mount Lemmon         | Mt. Lemmon Survey      |
| 354617         | 2005 EV109             | 4 de març de 2005    | Mount Lemmon         | Mt. Lemmon Survey      |
| 354618         | 2005 EM125             | 8 de març de 2005    | Mount Lemmon         | Mt. Lemmon Survey      |
| 354619         | 2005 EZ126             | 9 de març de 2005    | Kitt Peak            | Spacewatch             |
| 354620         | 2005 EO143             | 10 de març de 2005   | Mount Lemmon         | Mt. Lemmon Survey      |
| 354621         | 2005 EE144             | 10 de març de 2005   | Mount Lemmon         | Mt. Lemmon Survey      |
| 354622         | 2005 EN157             | 9 de març de 2005    | Mount Lemmon         | Mt. Lemmon Survey      |
| 354623         | 2005 EC175             | 8 de març de 2005    | Kitt Peak            | Spacewatch             |
| 354624         | 2005 EL181             | 9 de març de 2005    | Anderson Mesa        | LONEOS                 |
| 354625         | 2005 EV184             | 9 de març de 2005    | Kitt Peak            | Spacewatch             |
| 354626         | 2005 EY235             | 10 de març de 2005   | Mount Lemmon         | Mt. Lemmon Survey      |
| 354627         | 2005 EO250             | 12 de març de 2005   | Socorro              | LINEAR                 |
| 354628         | 2005 ET251             | 10 de març de 2005   | Catalina             | CSS                    |
| 354629         | 2005 EY311             | 10 de març de 2005   | Mount Lemmon         | Mt. Lemmon Survey      |
| 354630         | 2005 FR1               | 16 de març de 2005   | Socorro              | LINEAR                 |
| 354631         | 2005 GD24              | 2 d'abril de 2005    | Mount Lemmon         | Mt. Lemmon Survey      |
| 354632         | 2005 GJ43              | 5 d'abril de 2005    | Palomar              | NEAT                   |
| 354633         | 2005 GD53              | 2 d'abril de 2005    | Mount Lemmon         | Mt. Lemmon Survey      |
| 354634         | 2005 GK53              | 2 d'abril de 2005    | Mount Lemmon         | Mt. Lemmon Survey      |
| 354635         | 2005 GA55              | 5 d'abril de 2005    | Mount Lemmon         | Mt. Lemmon Survey      |
| 354636         | 2005 GJ64              | 15 de març de 2005   | Catalina             | CSS                    |
| 354637         | 2005 GX64              | 2 d'abril de 2005    | Catalina             | CSS                    |
| 354638         | 2005 GT78              | 6 d'abril de 2005    | Catalina             | CSS                    |
| 354639         | 2005 GX90              | 6 d'abril de 2005    | Kitt Peak            | Spacewatch             |
| 354640         | 2005 GC91              | 6 d'abril de 2005    | Kitt Peak            | Spacewatch             |
| 354641         | 2005 GP95              | 6 d'abril de 2005    | Kitt Peak            | Spacewatch             |
| 354642         | 2005 GG102             | 9 d'abril de 2005    | Kitt Peak            | Spacewatch             |
| 354643         | 2005 GP218             | 2 d'abril de 2005    | Mount Lemmon         | Mt. Lemmon Survey      |
| 354644         | 2005 HH8               | 30 d'abril de 2005   | Catalina             | CSS                    |
| 354645         | 2005 JO8               | 4 de maig de 2005    | Mauna Kea            | C. Veillet             |
| 354646         | 2005 JW20              | 4 de maig de 2005    | Catalina             | CSS                    |
| 354647         | 2005 JD27              | 3 de maig de 2005    | Kitt Peak            | Spacewatch             |
| 354648         | 2005 JT30              | 4 de maig de 2005    | Kitt Peak            | Spacewatch             |
| 354649         | 2005 JJ44              | 7 de maig de 2005    | Mount Lemmon         | Mt. Lemmon Survey      |
| 354650         | 2005 JR45              | 3 de maig de 2005    | Kitt Peak            | Deep Lens Survey       |
| 354651         | 2005 JG100             | 9 de maig de 2005    | Kitt Peak            | Spacewatch             |
| 354652         | 2005 JY103             | 10 de maig de 2005   | Mount Lemmon         | Mt. Lemmon Survey      |
| 354653         | 2005 JV129             | 13 de maig de 2005   | Kitt Peak            | Spacewatch             |
| 354654         | 2005 JB131             | 13 de maig de 2005   | Kitt Peak            | Spacewatch             |
| 354655         | 2005 JM147             | 15 de maig de 2005   | Palomar              | NEAT                   |
| 354656         | 2005 JX147             | 15 de maig de 2005   | Palomar              | NEAT                   |
| 354657         | 2005 JT157             | 4 de maig de 2005    | Palomar              | NEAT                   |
| 354658         | 2005 JV162             | 8 de maig de 2005    | Mount Lemmon         | Mt. Lemmon Survey      |
| 354659 Boileau | 2005 KC10              | 30 de maig de 2005   | Saint-Sulpice        | Saint-Sulpice          |
| 354660         | 2005 LN9               | 1 de juny de 2005    | Kitt Peak            | Spacewatch             |
| 354661         | 2005 LV10              | 3 de juny de 2005    | Kitt Peak            | Spacewatch             |
| 354662         | 2005 LX17              | 6 de juny de 2005    | Kitt Peak            | Spacewatch             |
| 354663         | 2005 LY19              | 9 de juny de 2005    | Siding Spring        | Siding Spring Survey   |
| 354664         | 2005 LE23              | 8 de juny de 2005    | Kitt Peak            | Spacewatch             |
| 354665         | 2005 LQ47              | 14 de juny de 2005   | Kitt Peak            | Spacewatch             |
| 354666         | 2005 MD17              | 27 de juny de 2005   | Kitt Peak            | Spacewatch             |
| 354667         | 2005 MO17              | 27 de juny de 2005   | Kitt Peak            | Spacewatch             |
| 354668         | 2005 MA29              | 29 de juny de 2005   | Kitt Peak            | Spacewatch             |
| 354669         | 2005 NL6               | 4 de juliol de 2005  | Mount Lemmon         | Mt. Lemmon Survey      |
| 354670         | 2005 NX7               | 1 de juliol de 2005  | Kitt Peak            | Spacewatch             |
| 354671         | 2005 NB17              | 3 de juny de 2005    | Siding Spring        | Siding Spring Survey   |
| 354672         | 2005 NT18              | 4 de juliol de 2005  | Mount Lemmon         | Mt. Lemmon Survey      |
| 354673         | 2005 NW49              | 4 de juliol de 2005  | Mount Lemmon         | Mt. Lemmon Survey      |
| 354674         | 2005 ND53              | 10 de juliol de 2005 | Kitt Peak            | Spacewatch             |
| 354675         | 2005 NM56              | 5 de juliol de 2005  | Kitt Peak            | Spacewatch             |
| 354676         | 2005 NH71              | 5 de juliol de 2005  | Kitt Peak            | Spacewatch             |
| 354677         | 2005 NH72              | 6 de juliol de 2005  | Kitt Peak            | Spacewatch             |
| 354678         | 2005 NB102             | 15 de juliol de 2005 | Mount Lemmon         | Mt. Lemmon Survey      |
| 354679         | 2005 OQ3               | 28 de juliol de 2005 | Reedy Creek          | J. Broughton           |
| 354680         | 2005 OD9               | 26 de juliol de 2005 | Palomar              | NEAT                   |
| 354681         | 2005 OP17              | 30 de juliol de 2005 | Palomar              | NEAT                   |
| 354682         | 2005 OC27              | 31 de juliol de 2005 | Palomar              | NEAT                   |
| 354683         | 2005 PM4               | 7 d'agost de 2005    | Siding Spring        | Siding Spring Survey   |
| 354684         | 2005 PM9               | 11 de juliol de 2005 | Mount Lemmon         | Mt. Lemmon Survey      |
| 354685         | 2005 PB19              | 2 d'agost de 2005    | Campo Imperatore     | CINEOS                 |
| 354686         | 2005 PV23              | 6 d'agost de 2005    | Palomar              | NEAT                   |
| 354687         | 2005 QK1               | 30 de juliol de 2005 | Palomar              | NEAT                   |
| 354688         | 2005 QY11              | 24 d'agost de 2005   | Palomar              | NEAT                   |
| 354689         | 2005 QV22              | 27 d'agost de 2005   | Kitt Peak            | Spacewatch             |
| 354690         | 2005 QY35              | 25 d'agost de 2005   | Palomar              | NEAT                   |
| 354691         | 2005 QS64              | 26 d'agost de 2005   | Anderson Mesa        | LONEOS                 |
| 354692         | 2005 QE86              | 30 d'agost de 2005   | Kitt Peak            | Spacewatch             |
| 354693         | 2005 QR97              | 27 d'agost de 2005   | Palomar              | NEAT                   |
| 354694         | 2005 QE101             | 27 d'agost de 2005   | Palomar              | NEAT                   |
| 354695         | 2005 QR103             | 27 d'agost de 2005   | Palomar              | NEAT                   |
| 354696         | 2005 QB117             | 28 d'agost de 2005   | Kitt Peak            | Spacewatch             |
| 354697         | 2005 QN153             | 27 d'agost de 2005   | Anderson Mesa        | LONEOS                 |
| 354698         | 2005 QS175             | 31 d'agost de 2005   | Palomar              | NEAT                   |
| 354699         | 2005 QV175             | 31 d'agost de 2005   | Palomar              | NEAT                   |
| 354700         | 2005 QG188             | 30 d'agost de 2005   | Kitt Peak            | Spacewatch             |

## 354701-354800
| Nom    | Designació provisional | Data de descobriment   | Lloc de descobriment | Descobridor/s     |
| ------ | ---------------------- | ---------------------- | -------------------- | ----------------- |
| 354701 | 2005 QV189             | 29 d'agost de 2005     | Kitt Peak            | Spacewatch        |
| 354702 | 2005 QW189             | 30 d'agost de 2005     | Kitt Peak            | Spacewatch        |
| 354703 | 2005 RS11              | 11 de setembre de 2005 | Junk Bond            | D. Healy          |
| 354704 | 2005 RK22              | 10 de setembre de 2005 | Anderson Mesa        | LONEOS            |
| 354705 | 2005 RC27              | 10 de setembre de 2005 | Anderson Mesa        | LONEOS            |
| 354706 | 2005 RO29              | 12 de setembre de 2005 | Anderson Mesa        | LONEOS            |
| 354707 | 2005 RJ34              | 10 de setembre de 2005 | Kingsnake            | J. V. McClusky    |
| 354708 | 2005 RG41              | 13 de setembre de 2005 | Kitt Peak            | Spacewatch        |
| 354709 | 2005 RV45              | 14 de setembre de 2005 | Apache Point         | A. C. Becker      |
| 354710 | 2005 RP47              | 13 de setembre de 2005 | Apache Point         | A. C. Becker      |
| 354711 | 2005 SZ14              | 26 de setembre de 2005 | Kitt Peak            | Spacewatch        |
| 354712 | 2005 SF18              | 26 de setembre de 2005 | Kitt Peak            | Spacewatch        |
| 354713 | 2005 SG19              | 26 de setembre de 2005 | Kitt Peak            | Spacewatch        |
| 354714 | 2005 SU19              | 24 de setembre de 2005 | Piszkesteto          | K. Sarneczky      |
| 354715 | 2005 SY41              | 24 de setembre de 2005 | Kitt Peak            | Spacewatch        |
| 354716 | 2005 SV49              | 24 de setembre de 2005 | Kitt Peak            | Spacewatch        |
| 354717 | 2005 SN61              | 26 de setembre de 2005 | Kitt Peak            | Spacewatch        |
| 354718 | 2005 SS100             | 25 de setembre de 2005 | Kitt Peak            | Spacewatch        |
| 354719 | 2005 SY106             | 26 de setembre de 2005 | Catalina             | CSS               |
| 354720 | 2005 SY116             | 28 de setembre de 2005 | Palomar              | NEAT              |
| 354721 | 2005 SU122             | 3 de setembre de 2005  | Catalina             | CSS               |
| 354722 | 2005 SC145             | 25 de setembre de 2005 | Kitt Peak            | Spacewatch        |
| 354723 | 2005 SQ145             | 25 de setembre de 2005 | Kitt Peak            | Spacewatch        |
| 354724 | 2005 SX155             | 26 de setembre de 2005 | Kitt Peak            | Spacewatch        |
| 354725 | 2005 SZ161             | 27 de setembre de 2005 | Kitt Peak            | Spacewatch        |
| 354726 | 2005 SQ166             | 28 de setembre de 2005 | Palomar              | NEAT              |
| 354727 | 2005 SZ170             | 29 de setembre de 2005 | Kitt Peak            | Spacewatch        |
| 354728 | 2005 SX192             | 29 de setembre de 2005 | Kitt Peak            | Spacewatch        |
| 354729 | 2005 SE193             | 29 de setembre de 2005 | Catalina             | CSS               |
| 354730 | 2005 SA194             | 29 de setembre de 2005 | Kitt Peak            | Spacewatch        |
| 354731 | 2005 SR195             | 30 de setembre de 2005 | Kitt Peak            | Spacewatch        |
| 354732 | 2005 SK219             | 30 de setembre de 2005 | Palomar              | NEAT              |
| 354733 | 2005 SB229             | 30 de setembre de 2005 | Mount Lemmon         | Mt. Lemmon Survey |
| 354734 | 2005 SO230             | 30 de setembre de 2005 | Mount Lemmon         | Mt. Lemmon Survey |
| 354735 | 2005 SE232             | 30 de setembre de 2005 | Mount Lemmon         | Mt. Lemmon Survey |
| 354736 | 2005 SW254             | 14 de setembre de 2005 | Kitt Peak            | Spacewatch        |
| 354737 | 2005 SQ279             | 23 de setembre de 2005 | Kitt Peak            | Spacewatch        |
| 354738 | 2005 SV287             | 21 de setembre de 2005 | Apache Point         | A. C. Becker      |
| 354739 | 2005 SQ288             | 27 de setembre de 2005 | Apache Point         | A. C. Becker      |
| 354740 | 2005 TA2               | 1 d'octubre de 2005    | Mount Lemmon         | Mt. Lemmon Survey |
| 354741 | 2005 TA16              | 1 d'octubre de 2005    | Kitt Peak            | Spacewatch        |
| 354742 | 2005 TZ65              | 26 de setembre de 2005 | Palomar              | NEAT              |
| 354743 | 2005 TU68              | 6 d'octubre de 2005    | Kitt Peak            | Spacewatch        |
| 354744 | 2005 TT79              | 10 de setembre de 2005 | Anderson Mesa        | LONEOS            |
| 354745 | 2005 TV82              | 3 d'octubre de 2005    | Socorro              | LINEAR            |
| 354746 | 2005 TM90              | 6 d'octubre de 2005    | Kitt Peak            | Spacewatch        |
| 354747 | 2005 TO100             | 7 d'octubre de 2005    | Mount Lemmon         | Mt. Lemmon Survey |
| 354748 | 2005 TW104             | 8 d'octubre de 2005    | Socorro              | LINEAR            |
| 354749 | 2005 TR123             | 7 d'octubre de 2005    | Kitt Peak            | Spacewatch        |
| 354750 | 2005 TB148             | 8 d'octubre de 2005    | Kitt Peak            | Spacewatch        |
| 354751 | 2005 TU148             | 8 d'octubre de 2005    | Kitt Peak            | Spacewatch        |
| 354752 | 2005 TU156             | 9 d'octubre de 2005    | Kitt Peak            | Spacewatch        |
| 354753 | 2005 TO157             | 9 d'octubre de 2005    | Kitt Peak            | Spacewatch        |
| 354754 | 2005 TQ159             | 9 d'octubre de 2005    | Kitt Peak            | Spacewatch        |
| 354755 | 2005 TV163             | 9 d'octubre de 2005    | Kitt Peak            | Spacewatch        |
| 354756 | 2005 TL177             | 3 d'octubre de 2005    | Catalina             | CSS               |
| 354757 | 2005 TE196             | 9 d'octubre de 2005    | Kitt Peak            | Spacewatch        |
| 354758 | 2005 UB8               | 26 d'octubre de 2005   | Ottmarsheim          | C. Rinner         |
| 354759 | 2005 UC50              | 23 d'octubre de 2005   | Catalina             | CSS               |
| 354760 | 2005 UG54              | 23 d'octubre de 2005   | Catalina             | CSS               |
| 354761 | 2005 UO57              | 24 de setembre de 2005 | Kitt Peak            | Spacewatch        |
| 354762 | 2005 UW67              | 22 d'octubre de 2005   | Palomar              | NEAT              |
| 354763 | 2005 UA69              | 23 d'octubre de 2005   | Palomar              | NEAT              |
| 354764 | 2005 UQ69              | 23 d'octubre de 2005   | Palomar              | NEAT              |
| 354765 | 2005 UZ69              | 29 de setembre de 2005 | Catalina             | CSS               |
| 354766 | 2005 UP72              | 23 d'octubre de 2005   | Palomar              | NEAT              |
| 354767 | 2005 UE81              | 31 d'octubre de 2005   | Mayhill              | E. Guido          |
| 354768 | 2005 UR84              | 22 d'octubre de 2005   | Kitt Peak            | Spacewatch        |
| 354769 | 2005 UJ92              | 22 d'octubre de 2005   | Kitt Peak            | Spacewatch        |
| 354770 | 2005 US92              | 22 d'octubre de 2005   | Kitt Peak            | Spacewatch        |
| 354771 | 2005 UE94              | 22 d'octubre de 2005   | Kitt Peak            | Spacewatch        |
| 354772 | 2005 UX109             | 22 d'octubre de 2005   | Kitt Peak            | Spacewatch        |
| 354773 | 2005 UV112             | 22 d'octubre de 2005   | Kitt Peak            | Spacewatch        |
| 354774 | 2005 US117             | 24 d'octubre de 2005   | Kitt Peak            | Spacewatch        |
| 354775 | 2005 UB123             | 24 d'octubre de 2005   | Kitt Peak            | Spacewatch        |
| 354776 | 2005 UK125             | 24 d'octubre de 2005   | Kitt Peak            | Spacewatch        |
| 354777 | 2005 US142             | 25 d'octubre de 2005   | Mount Lemmon         | Mt. Lemmon Survey |
| 354778 | 2005 UA155             | 26 d'octubre de 2005   | Kitt Peak            | Spacewatch        |
| 354779 | 2005 UW156             | 24 d'octubre de 2005   | Kitt Peak            | Spacewatch        |
| 354780 | 2005 UO165             | 24 d'octubre de 2005   | Kitt Peak            | Spacewatch        |
| 354781 | 2005 UH170             | 24 d'octubre de 2005   | Kitt Peak            | Spacewatch        |
| 354782 | 2005 UO181             | 24 d'octubre de 2005   | Kitt Peak            | Spacewatch        |
| 354783 | 2005 UP202             | 25 d'octubre de 2005   | Kitt Peak            | Spacewatch        |
| 354784 | 2005 UO220             | 25 d'octubre de 2005   | Kitt Peak            | Spacewatch        |
| 354785 | 2005 UV252             | 26 d'octubre de 2005   | Kitt Peak            | Spacewatch        |
| 354786 | 2005 UY254             | 23 d'octubre de 2005   | Palomar              | NEAT              |
| 354787 | 2005 UG259             | 25 d'octubre de 2005   | Kitt Peak            | Spacewatch        |
| 354788 | 2005 UR260             | 25 d'octubre de 2005   | Kitt Peak            | Spacewatch        |
| 354789 | 2005 UJ277             | 24 d'octubre de 2005   | Kitt Peak            | Spacewatch        |
| 354790 | 2005 UX299             | 26 d'octubre de 2005   | Kitt Peak            | Spacewatch        |
| 354791 | 2005 UK314             | 28 d'octubre de 2005   | Catalina             | CSS               |
| 354792 | 2005 UZ321             | 27 d'octubre de 2005   | Kitt Peak            | Spacewatch        |
| 354793 | 2005 UK446             | 29 d'octubre de 2005   | Catalina             | CSS               |
| 354794 | 2005 UJ473             | 30 d'octubre de 2005   | Mount Lemmon         | Mt. Lemmon Survey |
| 354795 | 2005 UH486             | 23 d'octubre de 2005   | Kitt Peak            | Spacewatch        |
| 354796 | 2005 UY516             | 25 d'octubre de 2005   | Apache Point         | A. C. Becker      |
| 354797 | 2005 UX517             | 25 d'octubre de 2005   | Apache Point         | A. C. Becker      |
| 354798 | 2005 UN518             | 25 d'octubre de 2005   | Apache Point         | A. C. Becker      |
| 354799 | 2005 UY519             | 26 d'octubre de 2005   | Apache Point         | A. C. Becker      |
| 354800 | 2005 UF520             | 26 d'octubre de 2005   | Apache Point         | A. C. Becker      |

## 354801-354900
| Nom    | Designació provisional | Data de descobriment   | Lloc de descobriment | Descobridor/s     |
| ------ | ---------------------- | ---------------------- | -------------------- | ----------------- |
| 354801 | 2005 UH524             | 27 d'octubre de 2005   | Apache Point         | A. C. Becker      |
| 354802 | 2005 UB525             | 27 de febrer de 2008   | Kitt Peak            | Spacewatch        |
| 354803 | 2005 VZ25              | 2 de novembre de 2005  | Mount Lemmon         | Mt. Lemmon Survey |
| 354804 | 2005 VJ81              | 5 de novembre de 2005  | Kitt Peak            | Spacewatch        |
| 354805 | 2005 VM95              | 6 de novembre de 2005  | Kitt Peak            | Spacewatch        |
| 354806 | 2005 VA101             | 1 de novembre de 2005  | Kitt Peak            | Spacewatch        |
| 354807 | 2005 VQ120             | 4 de novembre de 2005  | Catalina             | CSS               |
| 354808 | 2005 VU120             | 5 de novembre de 2005  | Catalina             | CSS               |
| 354809 | 2005 VT131             | 1 de novembre de 2005  | Apache Point         | A. C. Becker      |
| 354810 | 2005 VY132             | 1 de novembre de 2005  | Apache Point         | A. C. Becker      |
| 354811 | 2005 WT6               | 21 de novembre de 2005 | Kitt Peak            | Spacewatch        |
| 354812 | 2005 WQ20              | 21 de novembre de 2005 | Kitt Peak            | Spacewatch        |
| 354813 | 2005 WC21              | 30 d'octubre de 2005   | Mount Lemmon         | Mt. Lemmon Survey |
| 354814 | 2005 WL25              | 21 de novembre de 2005 | Kitt Peak            | Spacewatch        |
| 354815 | 2005 WK28              | 21 de novembre de 2005 | Kitt Peak            | Spacewatch        |
| 354816 | 2005 WA30              | 6 de novembre de 2005  | Mount Lemmon         | Mt. Lemmon Survey |
| 354817 | 2005 WF76              | 25 de novembre de 2005 | Kitt Peak            | Spacewatch        |
| 354818 | 2005 WP78              | 25 de novembre de 2005 | Kitt Peak            | Spacewatch        |
| 354819 | 2005 WL89              | 26 de novembre de 2005 | Kitt Peak            | Spacewatch        |
| 354820 | 2005 WR97              | 26 de novembre de 2005 | Mount Lemmon         | Mt. Lemmon Survey |
| 354821 | 2005 WG102             | 29 de novembre de 2005 | Socorro              | LINEAR            |
| 354822 | 2005 WS103             | 27 de novembre de 2005 | Anderson Mesa        | LONEOS            |
| 354823 | 2005 WM119             | 28 de novembre de 2005 | Socorro              | LINEAR            |
| 354824 | 2005 WK135             | 25 de novembre de 2005 | Mount Lemmon         | Mt. Lemmon Survey |
| 354825 | 2005 WK159             | 29 de novembre de 2005 | Catalina             | CSS               |
| 354826 | 2005 WE175             | 30 de novembre de 2005 | Kitt Peak            | Spacewatch        |
| 354827 | 2005 WN197             | 21 de novembre de 2005 | Kitt Peak            | Spacewatch        |
| 354828 | 2005 XG2               | 1 de desembre de 2005  | Mount Lemmon         | Mt. Lemmon Survey |
| 354829 | 2005 XV15              | 1 de desembre de 2005  | Mount Lemmon         | Mt. Lemmon Survey |
| 354830 | 2005 XG20              | 2 de desembre de 2005  | Kitt Peak            | Spacewatch        |
| 354831 | 2005 XP24              | 2 de desembre de 2005  | Mount Lemmon         | Mt. Lemmon Survey |
| 354832 | 2005 XX35              | 4 de desembre de 2005  | Socorro              | LINEAR            |
| 354833 | 2005 XE45              | 2 de desembre de 2005  | Kitt Peak            | Spacewatch        |
| 354834 | 2005 XQ79              | 4 de desembre de 2005  | Kitt Peak            | Spacewatch        |
| 354835 | 2005 YB                | 19 de desembre de 2005 | Wrightwood           | J. W. Young       |
| 354836 | 2005 YV4               | 21 de desembre de 2005 | Kitt Peak            | Spacewatch        |
| 354837 | 2005 YE16              | 22 de desembre de 2005 | Kitt Peak            | Spacewatch        |
| 354838 | 2005 YO19              | 24 de desembre de 2005 | Kitt Peak            | Spacewatch        |
| 354839 | 2005 YD28              | 22 de desembre de 2005 | Kitt Peak            | Spacewatch        |
| 354840 | 2005 YK48              | 22 de desembre de 2005 | Kitt Peak            | Spacewatch        |
| 354841 | 2005 YR52              | 26 de desembre de 2005 | Mount Lemmon         | Mt. Lemmon Survey |
| 354842 | 2005 YY95              | 25 de desembre de 2005 | Kitt Peak            | Spacewatch        |
| 354843 | 2005 YE110             | 25 de desembre de 2005 | Kitt Peak            | Spacewatch        |
| 354844 | 2005 YA120             | 27 de desembre de 2005 | Mount Lemmon         | Mt. Lemmon Survey |
| 354845 | 2005 YL126             | 26 de desembre de 2005 | Kitt Peak            | Spacewatch        |
| 354846 | 2005 YU130             | 25 de desembre de 2005 | Mount Lemmon         | Mt. Lemmon Survey |
| 354847 | 2005 YM132             | 25 de desembre de 2005 | Mount Lemmon         | Mt. Lemmon Survey |
| 354848 | 2005 YZ132             | 26 de desembre de 2005 | Kitt Peak            | Spacewatch        |
| 354849 | 2005 YJ134             | 26 de desembre de 2005 | Kitt Peak            | Spacewatch        |
| 354850 | 2005 YY148             | 25 de desembre de 2005 | Kitt Peak            | Spacewatch        |
| 354851 | 2005 YV149             | 25 de desembre de 2005 | Kitt Peak            | Spacewatch        |
| 354852 | 2005 YA172             | 22 de desembre de 2005 | Catalina             | CSS               |
| 354853 | 2005 YD191             | 30 de desembre de 2005 | Kitt Peak            | Spacewatch        |
| 354854 | 2005 YX199             | 26 de desembre de 2005 | Kitt Peak            | Spacewatch        |
| 354855 | 2005 YY202             | 25 de desembre de 2005 | Mount Lemmon         | Mt. Lemmon Survey |
| 354856 | 2005 YU203             | 25 de desembre de 2005 | Mount Lemmon         | Mt. Lemmon Survey |
| 354857 | 2005 YH208             | 29 de desembre de 2005 | Catalina             | CSS               |
| 354858 | 2005 YK217             | 30 de desembre de 2005 | Socorro              | LINEAR            |
| 354859 | 2005 YR220             | 28 de desembre de 2005 | Palomar              | NEAT              |
| 354860 | 2005 YX234             | 28 de desembre de 2005 | Mount Lemmon         | Mt. Lemmon Survey |
| 354861 | 2005 YC266             | 27 de desembre de 2005 | Kitt Peak            | Spacewatch        |
| 354862 | 2006 AJ20              | 5 de gener de 2006     | Catalina             | CSS               |
| 354863 | 2006 AL23              | 4 de gener de 2006     | Kitt Peak            | Spacewatch        |
| 354864 | 2006 AU39              | 7 de gener de 2006     | Mount Lemmon         | Mt. Lemmon Survey |
| 354865 | 2006 AN47              | 6 de gener de 2006     | Mount Lemmon         | Mt. Lemmon Survey |
| 354866 | 2006 AR55              | 6 de gener de 2006     | Kitt Peak            | Spacewatch        |
| 354867 | 2006 AB80              | 4 de gener de 2006     | Kitt Peak            | Spacewatch        |
| 354868 | 2006 AO105             | 6 de gener de 2006     | Kitt Peak            | Spacewatch        |
| 354869 | 2006 BF5               | 21 de gener de 2006    | Kitt Peak            | Spacewatch        |
| 354870 | 2006 BJ11              | 7 de gener de 2006     | Mount Lemmon         | Mt. Lemmon Survey |
| 354871 | 2006 BT23              | 23 de gener de 2006    | Socorro              | LINEAR            |
| 354872 | 2006 BU39              | 23 de gener de 2006    | Socorro              | LINEAR            |
| 354873 | 2006 BX42              | 23 de gener de 2006    | Kitt Peak            | Spacewatch        |
| 354874 | 2006 BB43              | 23 de gener de 2006    | Kitt Peak            | Spacewatch        |
| 354875 | 2006 BX53              | 25 de gener de 2006    | Kitt Peak            | Spacewatch        |
| 354876 | 2006 BG55              | 26 de gener de 2006    | Mount Lemmon         | Mt. Lemmon Survey |
| 354877 | 2006 BO63              | 22 de gener de 2006    | Mount Lemmon         | Mt. Lemmon Survey |
| 354878 | 2006 BW72              | 23 de gener de 2006    | Kitt Peak            | Spacewatch        |
| 354879 | 2006 BG76              | 26 de març de 1996     | Kitt Peak            | Spacewatch        |
| 354880 | 2006 BO77              | 23 de gener de 2006    | Kitt Peak            | Spacewatch        |
| 354881 | 2006 BO90              | 25 de gener de 2006    | Kitt Peak            | Spacewatch        |
| 354882 | 2006 BS106             | 25 de gener de 2006    | Kitt Peak            | Spacewatch        |
| 354883 | 2006 BE116             | 26 de gener de 2006    | Kitt Peak            | Spacewatch        |
| 354884 | 2006 BZ116             | 26 de gener de 2006    | Kitt Peak            | Spacewatch        |
| 354885 | 2006 BV138             | 28 de gener de 2006    | Mount Lemmon         | Mt. Lemmon Survey |
| 354886 | 2006 BG143             | 27 de gener de 2006    | Mount Lemmon         | Mt. Lemmon Survey |
| 354887 | 2006 BC147             | 31 de gener de 2006    | 7300                 | W. K. Y. Yeung    |
| 354888 | 2006 BR165             | 26 de gener de 2006    | Mount Lemmon         | Mt. Lemmon Survey |
| 354889 | 2006 BZ178             | 27 de gener de 2006    | Anderson Mesa        | LONEOS            |
| 354890 | 2006 BS186             | 28 de gener de 2006    | Mount Lemmon         | Mt. Lemmon Survey |
| 354891 | 2006 BZ193             | 30 de gener de 2006    | Kitt Peak            | Spacewatch        |
| 354892 | 2006 BN204             | 31 de gener de 2006    | Kitt Peak            | Spacewatch        |
| 354893 | 2006 BJ213             | 22 de gener de 2006    | Catalina             | CSS               |
| 354894 | 2006 BP233             | 31 de gener de 2006    | Kitt Peak            | Spacewatch        |
| 354895 | 2006 BD241             | 31 de gener de 2006    | Kitt Peak            | Spacewatch        |
| 354896 | 2006 BJ254             | 31 de gener de 2006    | Kitt Peak            | Spacewatch        |
| 354897 | 2006 BZ262             | 31 de gener de 2006    | Kitt Peak            | Spacewatch        |
| 354898 | 2006 BP267             | 26 de gener de 2006    | Catalina             | CSS               |
| 354899 | 2006 BK268             | 27 de gener de 2006    | Catalina             | CSS               |
| 354900 | 2006 BX269             | 28 de gener de 2006    | Catalina             | CSS               |

## 354901-355000
| Nom    | Designació provisional | Data de descobriment   | Lloc de descobriment | Descobridor/s        |
| ------ | ---------------------- | ---------------------- | -------------------- | -------------------- |
| 354901 | 2006 BK275             | 30 de gener de 2006    | Kitt Peak            | Spacewatch           |
| 354902 | 2006 BZ281             | 28 de gener de 2006    | Mount Lemmon         | Mt. Lemmon Survey    |
| 354903 | 2006 BT282             | 2 de desembre de 2005  | Kitt Peak            | L. H. Wasserman      |
| 354904 | 2006 CX28              | 2 de febrer de 2006    | Kitt Peak            | Spacewatch           |
| 354905 | 2006 CH38              | 2 de febrer de 2006    | Kitt Peak            | Spacewatch           |
| 354906 | 2006 CL40              | 2 de febrer de 2006    | Mount Lemmon         | Mt. Lemmon Survey    |
| 354907 | 2006 CW42              | 2 de febrer de 2006    | Kitt Peak            | Spacewatch           |
| 354908 | 2006 CE62              | 13 de febrer de 2006   | Palomar              | NEAT                 |
| 354909 | 2006 DN3               | 20 de febrer de 2006   | Catalina             | CSS                  |
| 354910 | 2006 DE11              | 21 de febrer de 2006   | Catalina             | CSS                  |
| 354911 | 2006 DC28              | 20 de febrer de 2006   | Kitt Peak            | Spacewatch           |
| 354912 | 2006 DX29              | 20 de febrer de 2006   | Kitt Peak            | Spacewatch           |
| 354913 | 2006 DZ30              | 20 de febrer de 2006   | Kitt Peak            | Spacewatch           |
| 354914 | 2006 DC32              | 20 de febrer de 2006   | Mount Lemmon         | Mt. Lemmon Survey    |
| 354915 | 2006 DJ37              | 7 de febrer de 2006    | Mount Lemmon         | Mt. Lemmon Survey    |
| 354916 | 2006 DJ43              | 20 de febrer de 2006   | Kitt Peak            | Spacewatch           |
| 354917 | 2006 DN43              | 20 de febrer de 2006   | Kitt Peak            | Spacewatch           |
| 354918 | 2006 DE45              | 20 de febrer de 2006   | Kitt Peak            | Spacewatch           |
| 354919 | 2006 DJ69              | 20 de febrer de 2006   | Kitt Peak            | Spacewatch           |
| 354920 | 2006 DZ75              | 24 de febrer de 2006   | Kitt Peak            | Spacewatch           |
| 354921 | 2006 DK77              | 24 de febrer de 2006   | Kitt Peak            | Spacewatch           |
| 354922 | 2006 DX85              | 24 de febrer de 2006   | Kitt Peak            | Spacewatch           |
| 354923 | 2006 DN117             | 27 de febrer de 2006   | Kitt Peak            | Spacewatch           |
| 354924 | 2006 DV118             | 27 de febrer de 2006   | Mayhill              | A. Lowe              |
| 354925 | 2006 DD119             | 20 de febrer de 2006   | Catalina             | CSS                  |
| 354926 | 2006 DZ136             | 25 de febrer de 2006   | Kitt Peak            | Spacewatch           |
| 354927 | 2006 DL138             | 25 de febrer de 2006   | Kitt Peak            | Spacewatch           |
| 354928 | 2006 DN140             | 25 de febrer de 2006   | Kitt Peak            | Spacewatch           |
| 354929 | 2006 DR150             | 25 de febrer de 2006   | Kitt Peak            | Spacewatch           |
| 354930 | 2006 DO153             | 25 de febrer de 2006   | Kitt Peak            | Spacewatch           |
| 354931 | 2006 DR186             | 27 de febrer de 2006   | Kitt Peak            | Spacewatch           |
| 354932 | 2006 DA193             | 27 de febrer de 2006   | Kitt Peak            | Spacewatch           |
| 354933 | 2006 DT207             | 5 de juliol de 2003    | Kitt Peak            | Spacewatch           |
| 354934 | 2006 DR210             | 22 de febrer de 2006   | Mount Lemmon         | Mt. Lemmon Survey    |
| 354935 | 2006 DL215             | 27 de febrer de 2006   | Kitt Peak            | Spacewatch           |
| 354936 | 2006 EG15              | 2 de març de 2006      | Kitt Peak            | Spacewatch           |
| 354937 | 2006 EA17              | 2 de març de 2006      | Mount Lemmon         | Mt. Lemmon Survey    |
| 354938 | 2006 EQ17              | 2 de març de 2006      | Kitt Peak            | Spacewatch           |
| 354939 | 2006 EL23              | 3 de març de 2006      | Kitt Peak            | Spacewatch           |
| 354940 | 2006 EW23              | 3 de març de 2006      | Kitt Peak            | Spacewatch           |
| 354941 | 2006 EM29              | 3 de març de 2006      | Kitt Peak            | Spacewatch           |
| 354942 | 2006 EC50              | 4 de març de 2006      | Kitt Peak            | Spacewatch           |
| 354943 | 2006 EE51              | 4 de març de 2006      | Kitt Peak            | Spacewatch           |
| 354944 | 2006 EJ55              | 5 de març de 2006      | Kitt Peak            | Spacewatch           |
| 354945 | 2006 EV55              | 24 de febrer de 2006   | Kitt Peak            | Spacewatch           |
| 354946 | 2006 ER56              | 5 de març de 2006      | Kitt Peak            | Spacewatch           |
| 354947 | 2006 EU56              | 7 d'octubre de 2005    | Mauna Kea            | A. Boattini          |
| 354948 | 2006 EJ62              | 8 de gener de 2006     | Mount Lemmon         | Mt. Lemmon Survey    |
| 354949 | 2006 EK63              | 5 de març de 2006      | Kitt Peak            | Spacewatch           |
| 354950 | 2006 EF73              | 5 de març de 2006      | Mount Lemmon         | Mt. Lemmon Survey    |
| 354951 | 2006 FA1               | 19 de març de 2006     | Bergisch Gladbac     | W. Bickel            |
| 354952 | 2006 FJ9               | 24 de març de 2006     | Socorro              | LINEAR               |
| 354953 | 2006 FG10              | 4 de març de 2006      | Catalina             | CSS                  |
| 354954 | 2006 FT23              | 24 de març de 2006     | Kitt Peak            | Spacewatch           |
| 354955 | 2006 FD37              | 24 de març de 2006     | Socorro              | LINEAR               |
| 354956 | 2006 FE45              | 27 de gener de 2006    | Mount Lemmon         | Mt. Lemmon Survey    |
| 354957 | 2006 GU15              | 2 d'abril de 2006      | Kitt Peak            | Spacewatch           |
| 354958 | 2006 GD38              | 1 d'abril de 2006      | Socorro              | LINEAR               |
| 354959 | 2006 GF39              | 7 d'abril de 2006      | Anderson Mesa        | LONEOS               |
| 354960 | 2006 HF                | 18 d'abril de 2006     | Kitt Peak            | Spacewatch           |
| 354961 | 2006 HC8               | 18 d'abril de 2006     | Kitt Peak            | Spacewatch           |
| 354962 | 2006 HD8               | 18 d'abril de 2006     | Kitt Peak            | Spacewatch           |
| 354963 | 2006 HU9               | 19 d'abril de 2006     | Kitt Peak            | Spacewatch           |
| 354964 | 2006 HW10              | 19 d'abril de 2006     | Kitt Peak            | Spacewatch           |
| 354965 | 2006 HC28              | 20 d'abril de 2006     | Kitt Peak            | Spacewatch           |
| 354966 | 2006 HL30              | 20 d'abril de 2006     | Anderson Mesa        | LONEOS               |
| 354967 | 2006 HB31              | 25 d'abril de 2006     | Kambah               | Kambah               |
| 354968 | 2006 HN32              | 19 d'abril de 2006     | Mount Lemmon         | Mt. Lemmon Survey    |
| 354969 | 2006 HO56              | 19 d'abril de 2006     | Anderson Mesa        | LONEOS               |
| 354970 | 2006 HP56              | 19 d'abril de 2006     | Catalina             | CSS                  |
| 354971 | 2006 HQ61              | 24 d'abril de 2006     | Kitt Peak            | Spacewatch           |
| 354972 | 2006 HV66              | 24 d'abril de 2006     | Kitt Peak            | Spacewatch           |
| 354973 | 2006 HC95              | 22 de setembre de 2004 | Kitt Peak            | Spacewatch           |
| 354974 | 2006 HV106             | 30 d'abril de 2006     | Kitt Peak            | Spacewatch           |
| 354975 | 2006 HU115             | 26 d'abril de 2006     | Kitt Peak            | Spacewatch           |
| 354976 | 2006 HF118             | 30 d'abril de 2006     | Kitt Peak            | Spacewatch           |
| 354977 | 2006 HS120             | 30 d'abril de 2006     | Kitt Peak            | Spacewatch           |
| 354978 | 2006 HF122             | 24 d'abril de 2006     | Socorro              | LINEAR               |
| 354979 | 2006 JH21              | 2 de maig de 2006      | Kitt Peak            | Spacewatch           |
| 354980 | 2006 JP37              | 5 de maig de 2006      | Kitt Peak            | Spacewatch           |
| 354981 | 2006 KY21              | 19 de maig de 2006     | Catalina             | CSS                  |
| 354982 | 2006 KC32              | 20 de maig de 2006     | Kitt Peak            | Spacewatch           |
| 354983 | 2006 KQ32              | 20 de maig de 2006     | Kitt Peak            | Spacewatch           |
| 354984 | 2006 KM34              | 6 de maig de 2006      | Mount Lemmon         | Mt. Lemmon Survey    |
| 354985 | 2006 KR42              | 20 de maig de 2006     | Kitt Peak            | Spacewatch           |
| 354986 | 2006 KB43              | 20 de maig de 2006     | Kitt Peak            | Spacewatch           |
| 354987 | 2006 KE51              | 21 de maig de 2006     | Mount Lemmon         | Mt. Lemmon Survey    |
| 354988 | 2006 KU53              | 21 de maig de 2006     | Kitt Peak            | Spacewatch           |
| 354989 | 2006 KK102             | 27 de maig de 2006     | Kitt Peak            | Spacewatch           |
| 354990 | 2006 KO104             | 26 de maig de 2006     | Kitt Peak            | Spacewatch           |
| 354991 | 2006 MA15              | 23 de juny de 2006     | Palomar              | NEAT                 |
| 354992 | 2006 OW11              | 21 de juliol de 2006   | Catalina             | CSS                  |
| 354993 | 2006 OK21              | 21 de juliol de 2006   | Mount Lemmon         | Mt. Lemmon Survey    |
| 354994 | 2006 OW21              | 29 de juliol de 2006   | Siding Spring        | Siding Spring Survey |
| 354995 | 2006 PL17              | 15 d'agost de 2006     | Lulin                | C.-S. Lin, Q.-z. Ye  |
| 354996 | 2006 PY19              | 13 d'agost de 2006     | Palomar              | NEAT                 |
| 354997 | 2006 PG28              | 14 d'agost de 2006     | Siding Spring        | Siding Spring Survey |
| 354998 | 2006 PL31              | 13 d'agost de 2006     | Siding Spring        | Siding Spring Survey |
| 354999 | 2006 PM42              | 14 d'agost de 2006     | Siding Spring        | Siding Spring Survey |
| 355000 | 2006 QX11              | 16 d'agost de 2006     | Siding Spring        | Siding Spring Survey |